# Jugendstil

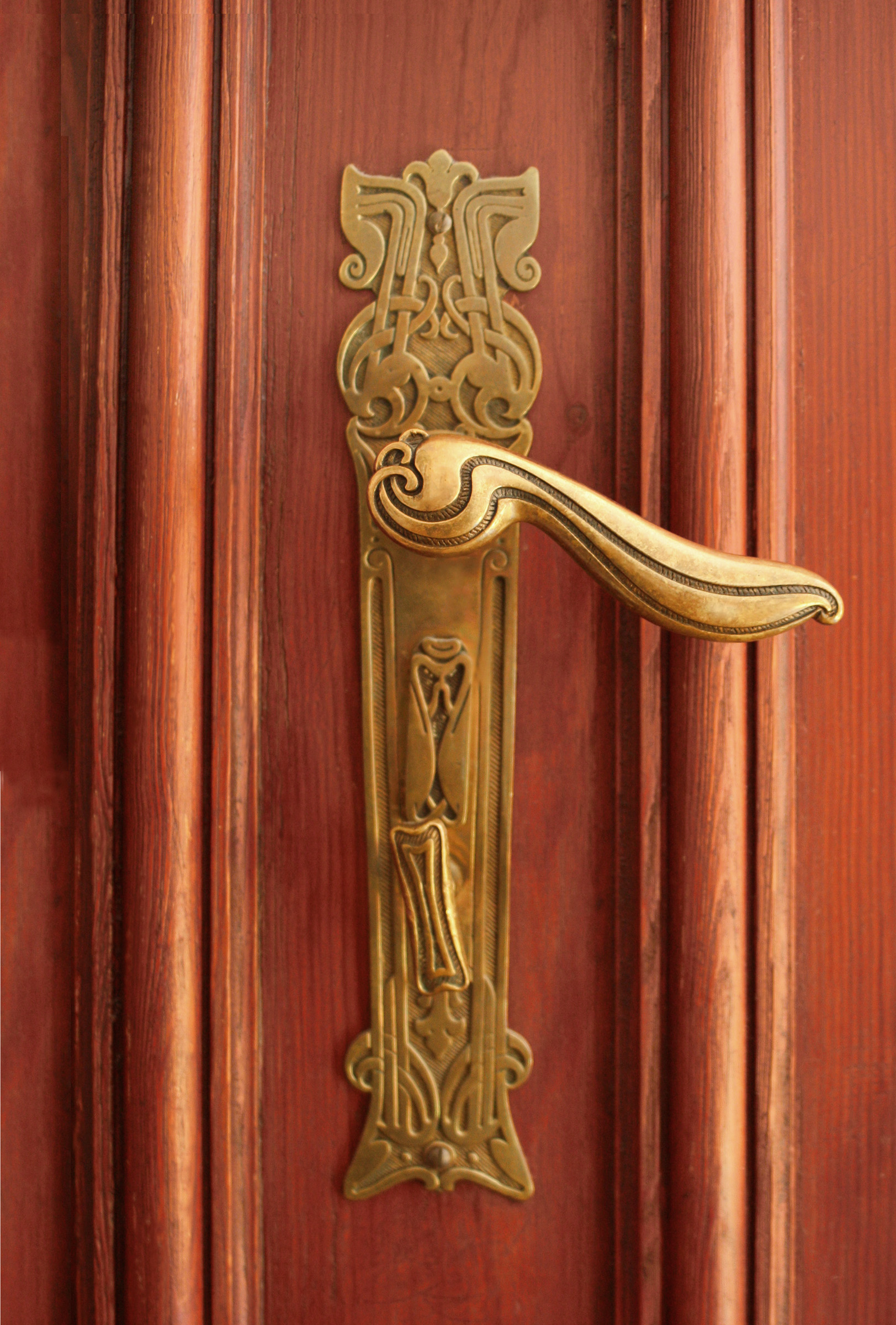
Jugendstil-Türklinke

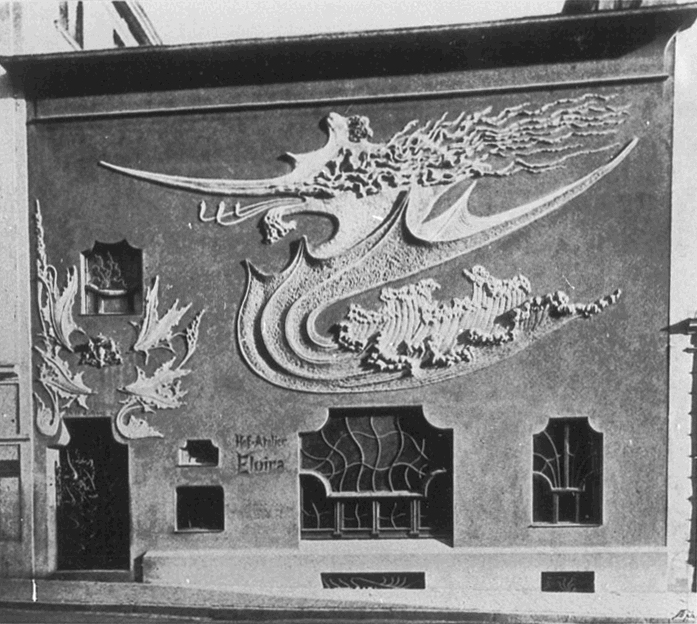
Hofatelier Elvira der Unternehmerinnen Anita Augspurg und Sophia Goudstikker, entworfen von August Endell (Foto um 1900), München

Der Jugendstil oder Art nouveau, meist im Zusammenhang mit Italien auch Stile Liberty, ist eine kunstgeschichtliche Epoche an der Wende vom 19. zum 20. Jahrhundert. Dem Jugendstil zuzuordnende Strömungen sind der Reformstil (nach der Reformbewegung), der Secessionsstil (nach der Wiener Secession), Modernisme in Katalonien, in der Schweiz Style Sapin und in den USA Tiffany Style. Neben dem im Französischen, Englischen und Italienischen dominierenden Ausdruck Art nouveau wird im Englischen auch Modern Style und im Italienischen Stile Floreale verwendet. Zeitlich gehört der Jugendstil zum Fin de Siècle.

## Herkunft des Ausdrucks
Der Ausdruck Jugendstil geht zurück auf die von Georg Hirth Ende 1895 in München gegründete illustrierte Kulturzeitschrift Jugend und ist zu verstehen als eine Gegenbewegung junger Künstler und Kunsthandwerker zum rückwärtsgewandten Historismus und Eklektizismus, aber auch zur als seelenlos verstandenen Industrialisierung. Der Blick richtet sich auf neue Materialien, wie Beton oder Eisen, und neue Baumethoden. Der Begriff ist nur im deutschsprachigen Raum, den Niederlanden, Ungarn, den nordischen Ländern und in Lettland in Gebrauch.
Von Jugendstil war erstmals im Jahr 1897 bei der Sächsisch-Thüringischen Industrie- und Gewerbeausstellung Leipzig 1897 die Rede. Hierfür gestaltete Paul Möbius den außergewöhnlichen Ausstellungspavillon Nietzschmann-Wommer; der Pavillon wurde beschrieben als vom Hergebrachten stark abweichend mit gewagt humoristisch-phantastischen Motiven, die einen gewissen Schwung entwickeln.
Anfangs waren die Ausdrücke Jugendstil und Secessionsstil in den einschlägigen Zeitschriften (Dekorative Kunst, Autoren: Hermann Muthesius, Julius Meier-Graefe) ein kritisches Etikett für die modische Popularisierung der neuen Formen durch die Industrie, die mit ihrer „billigen“ kunstgewerblichen Massenproduktion einzelne Werke von Künstlern wie Henry van de Velde nachahmte.

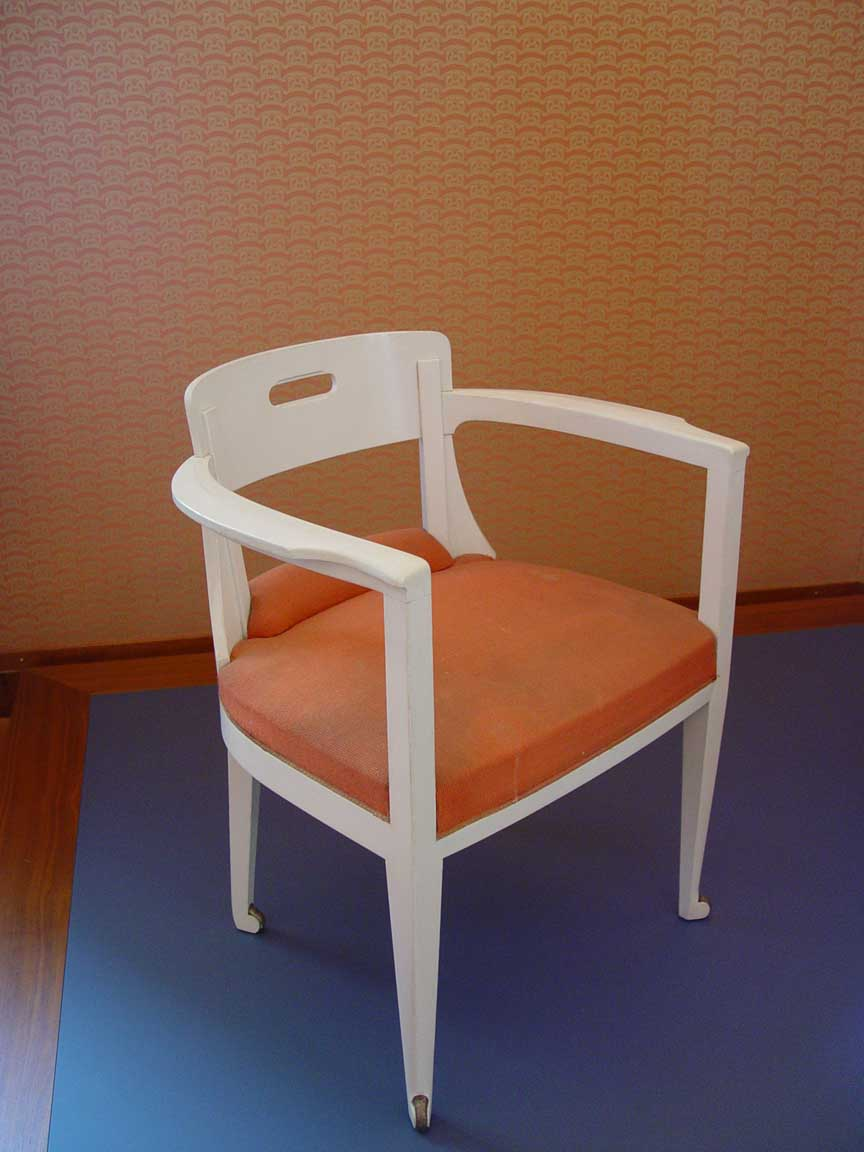
Stuhl, entworfen von Henry van de Velde für das Speisezimmer von Schloss Lauterbach in Neukirchen/Pleiße
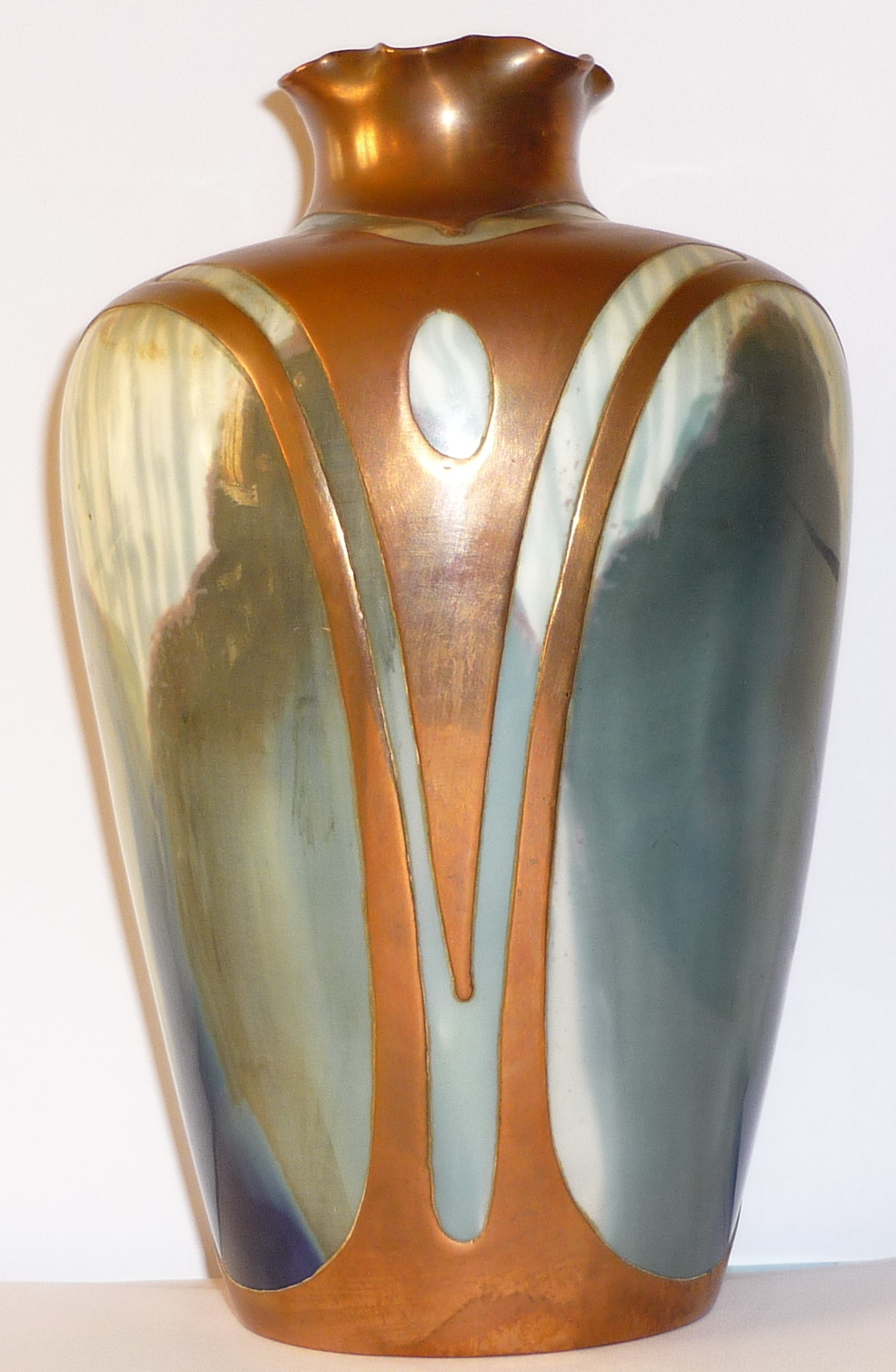
Vase (um 1900) von Rosenthal, Porzellan und Kupfer
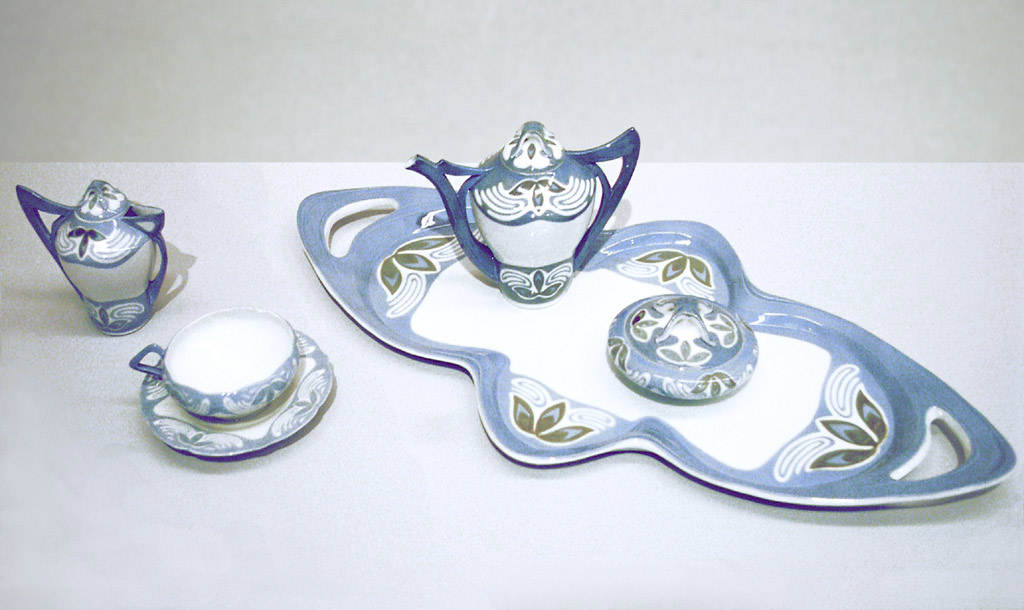
Service von Theodor Grust aus Meißener Porzellan (1902): Die geschwungene Linienführung ist typisches Merkmal des Jugendstils
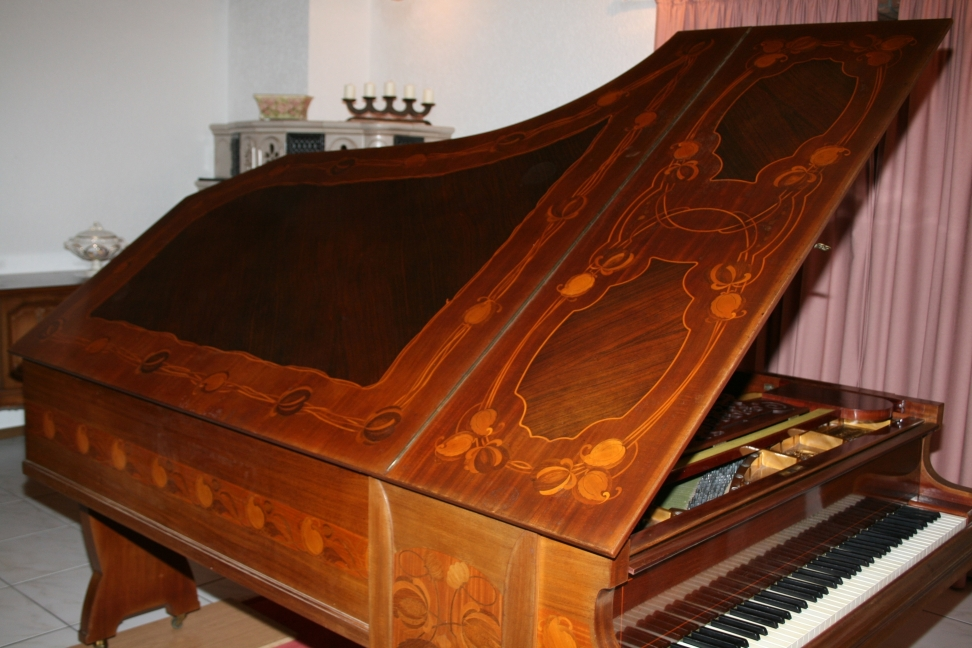
Flügel mit Jugendstil-Gehäuse (1902) von Bechstein für den Fabrikanten Julius Gütermann

## Kennzeichen und Programmatik

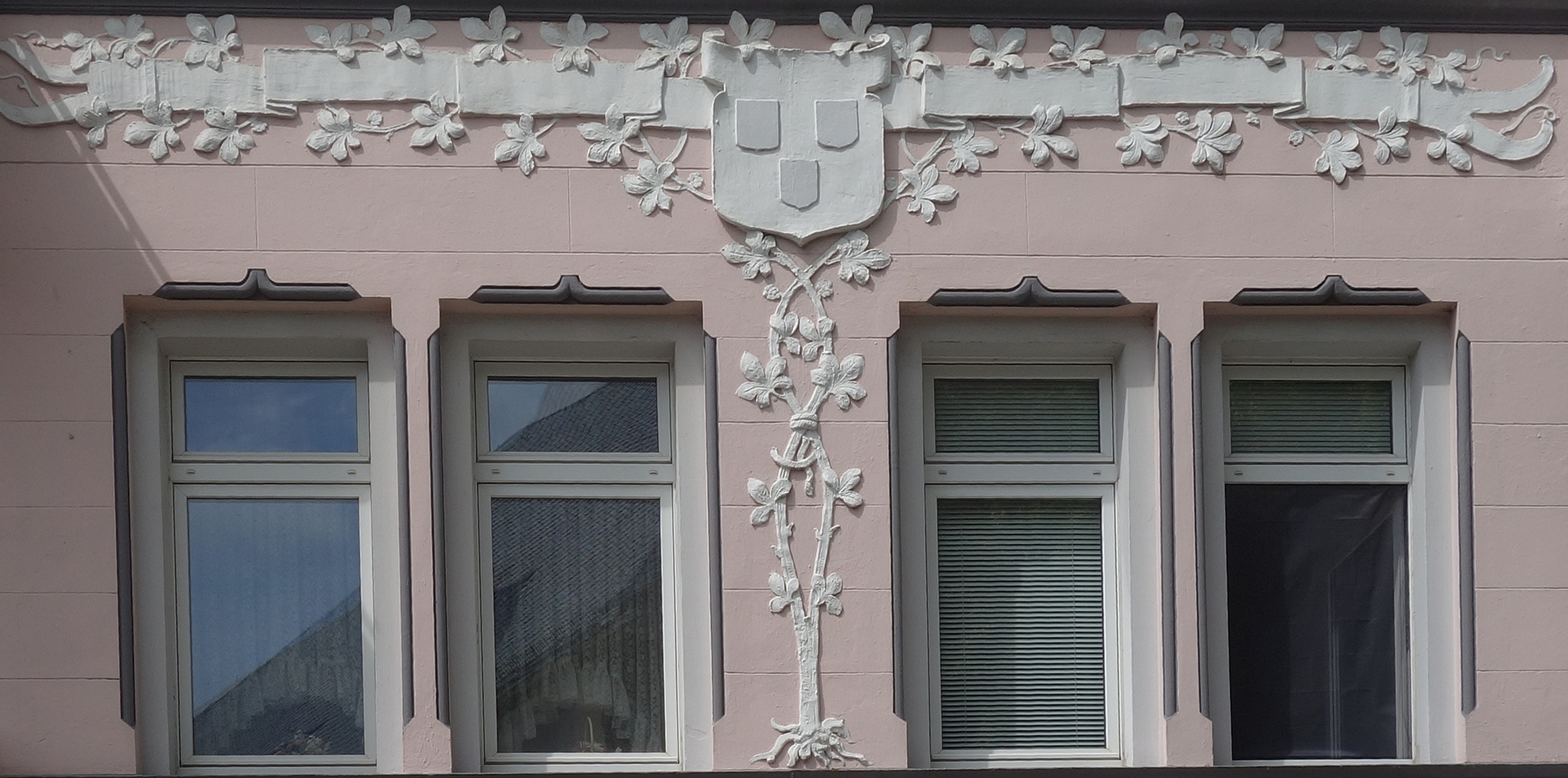
Florale Jugendstil-Ornamente an einer Wohnhausfassade

Äußerlich kennzeichnende Teile oder Elemente des Jugendstils sind dekorativ geschwungene Linien, großflächige florale Ornamente, anderseits aber auch geometrische, minimalistische und modernistische Elemente, vor allem bei den Vertretern der Wiener Werkstätte.
Bei solchen formalen Klassifizierungen darf allerdings nicht übersehen werden, dass der Jugendstil keineswegs eine geschlossene Bewegung war. Es handelt sich um eine Reihe von teilweise divergierenden Strömungen in Europa, die sich allenfalls in der Abkehr vom Historismus wirklich einig waren, also die bisher gängige Nachahmung historisch überlieferter Formvorbilder ablehnten.
Mit dem Jugendstil verbinden sich zahlreiche künstlerische Programme und Manifeste. Er steht im heutigen Verständnis unter anderem auch für große gesamtkünstlerische Gestaltungen, wie etwa die des Palais Stoclet in Brüssel, in dem alles vom äußeren Bauwerk bis zur dekorativen Innenausstattung einheitlich durchgestaltet wurde. Damit wurde auch die Forderung nach der großen Verschmelzung von „Kunst und Leben“ verknüpft, der Wiedereinbeziehung der Kunst in das Alltägliche im Sinne einer umfassenden künstlerischen Neugestaltung aller alltäglichen Dinge, wobei den dekorativen Künsten ein besonderes Gewicht zukam. In diesem Punkt knüpfte der Jugendstil allerdings an den Historismus an, der bereits das „Gesamtkunstwerk“ zum Programm erhoben hatte. Es war ein programmatischer Gegenentwurf zur Abgehobenheit auratischer Kunstwerke in der Sphäre der sogenannten „hohen“ oder „bildenden Kunst“.
Zur Programmatik des Jugendstils gehörte aber auch die Forderung nach Funktionalität, dass also zum Beispiel die Funktionen eines Gebäudes dessen Gestaltung sichtbar bestimmen sollten. Die Fassaden mussten nicht länger symmetrisch und von axialen Aufteilungen bestimmt sein, sondern durften einer aus dem Grundriss entwickelten Raumvorstellung folgen.
Insgesamt gehören die Abkehr von den historistischen Bauformen und die intensive Suche nach neuen dekorativen Gestaltungsmöglichkeiten in Architektur und Kunstgewerbe zum erklärten Programm vieler Künstler des Jugendstils. Eines der zentralen Anliegen des Jugendstils war der sogenannte „moderne“ Stil, ein „Stil unserer eigenen Zeit“.
Der Jugendstil war ein ganzheitliches Konzept. Neben sozialen Reformbewegungen hatte er Einfluss auf die Musik, die Lyrik, die Literatur, die bildende Kunst, die Architektur, die Mode und vor allem auf das Kunstgewerbe und das Handwerk.

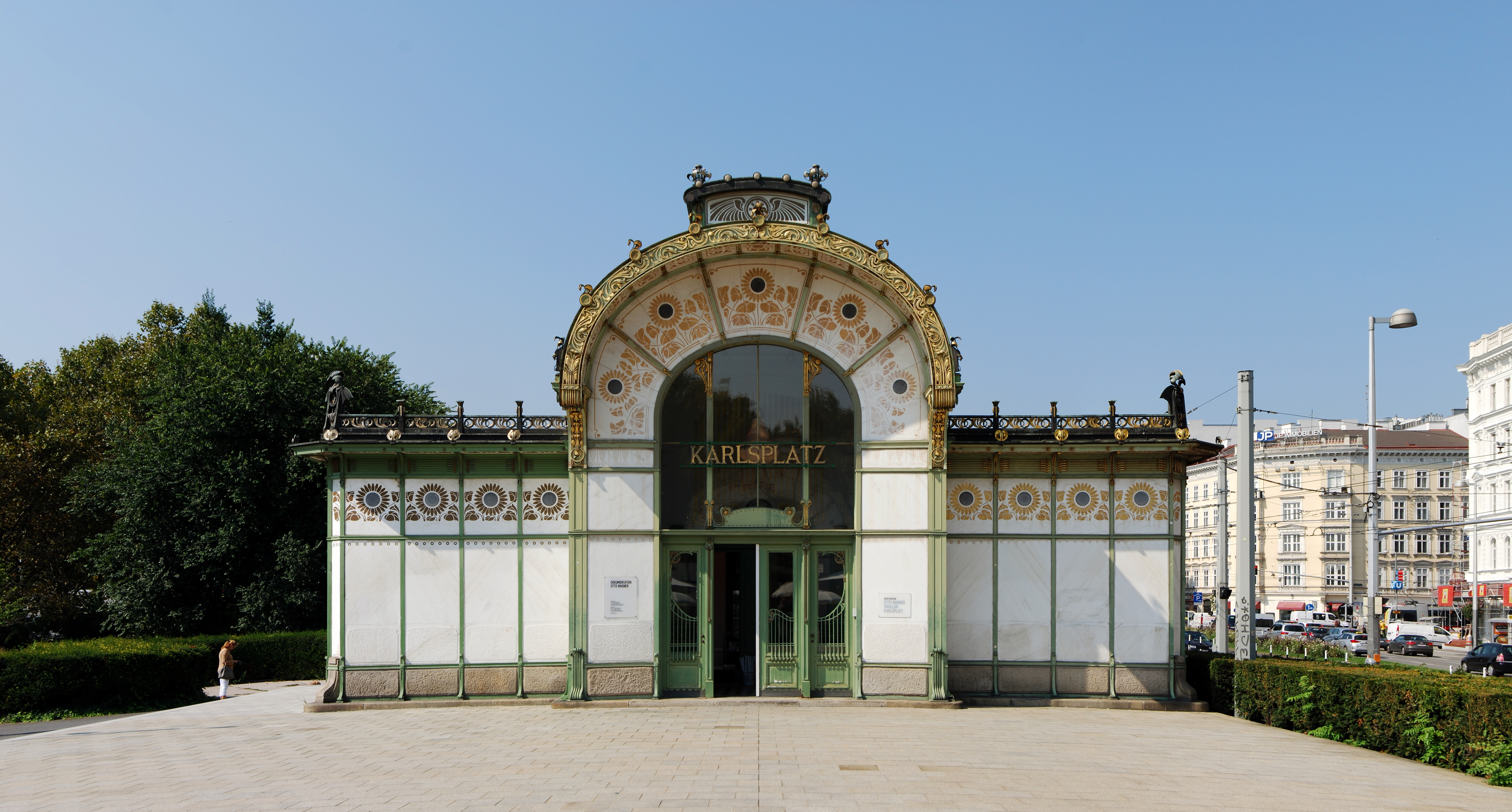
Wiener Stadtbahn-Pavillons auf dem Karlsplatz von Otto Wagner (1898): Zu beachten ist hier die ornamentale Behandlung der Fassade im oberen Bereich
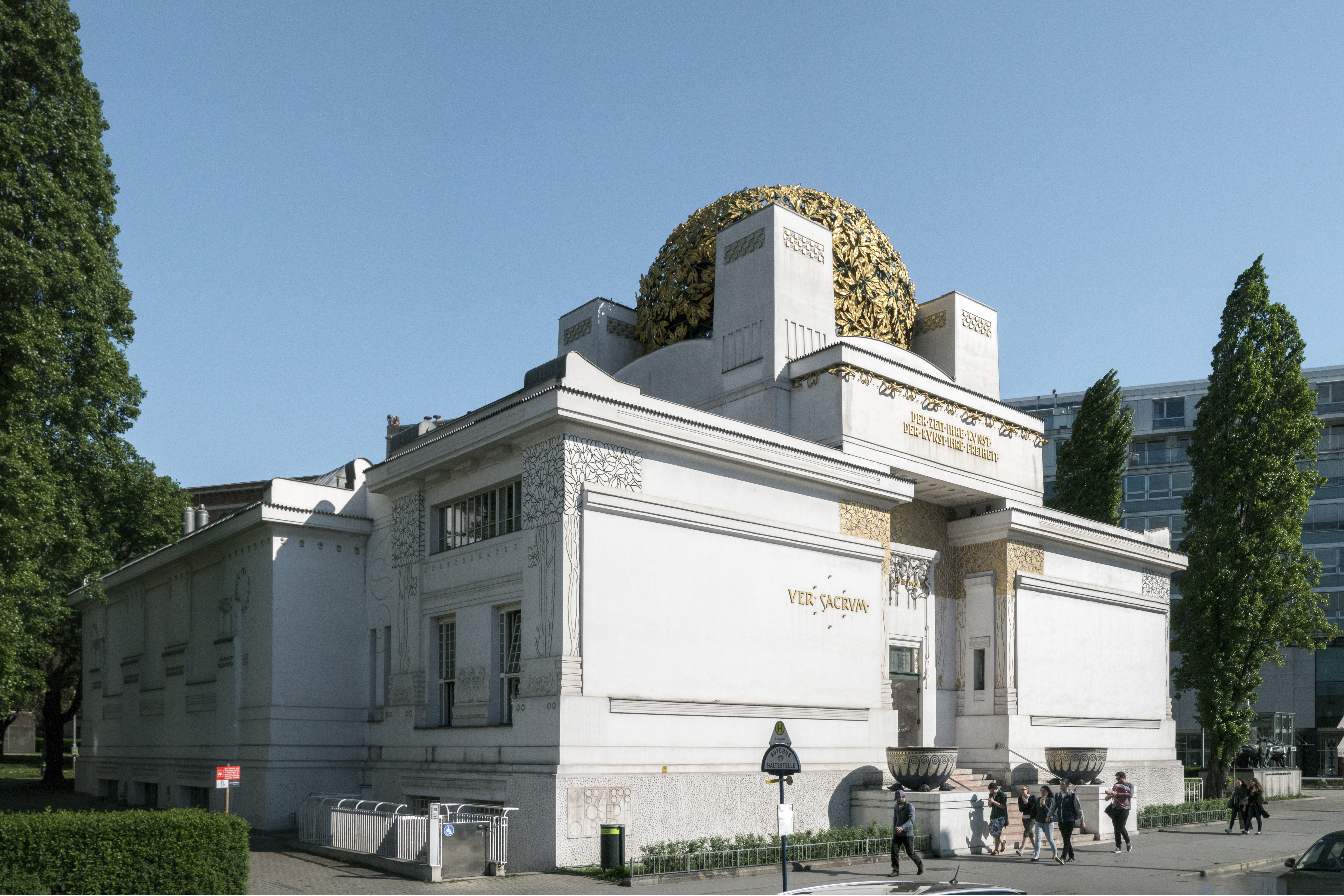
Ausstellungsgebäude der Wiener Secession
Obecní dům in Prag (1905–12) von Antonín Balšánek und Osvald Polívka
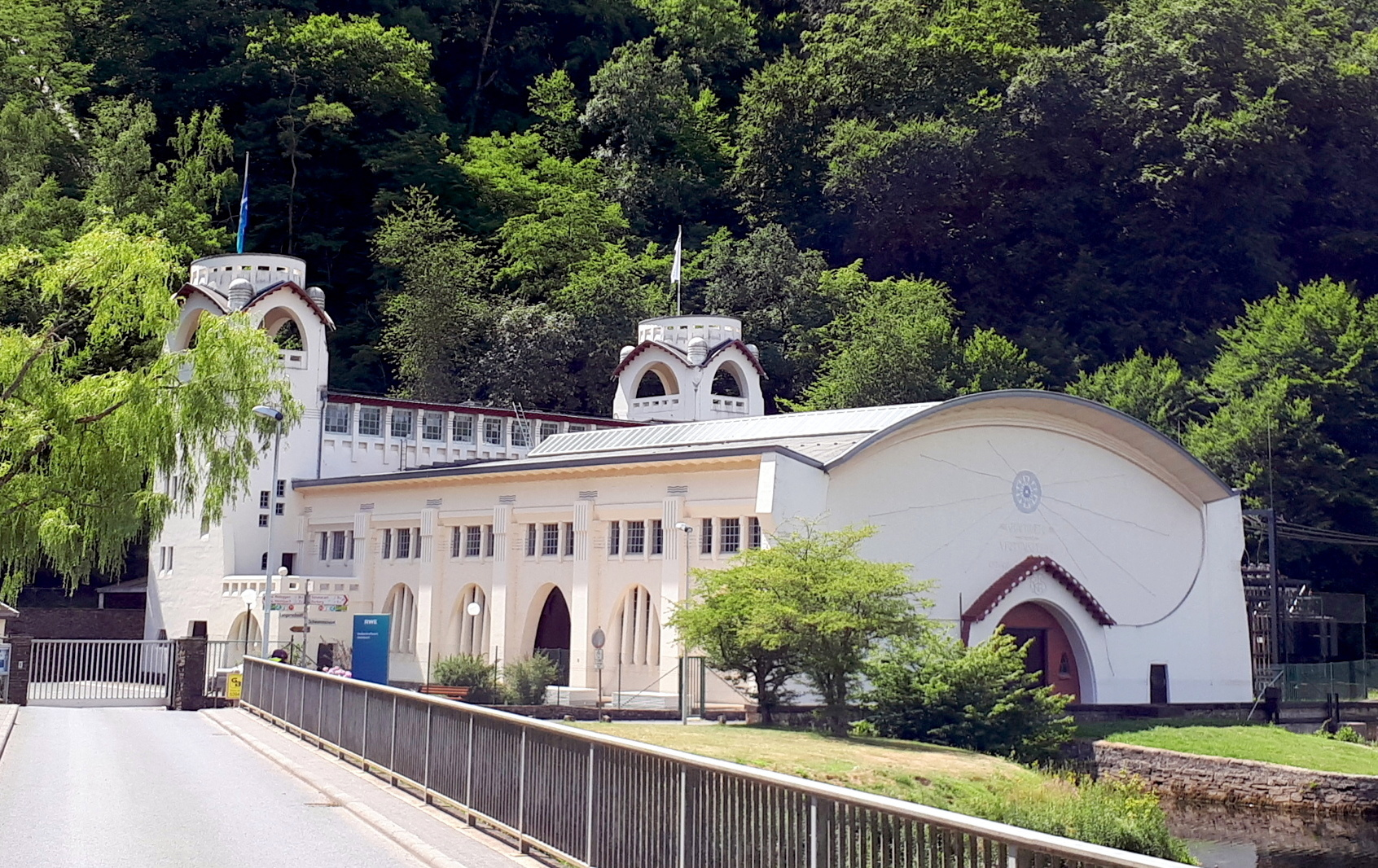
Wasserkraftwerk Heimbach in der Eifel
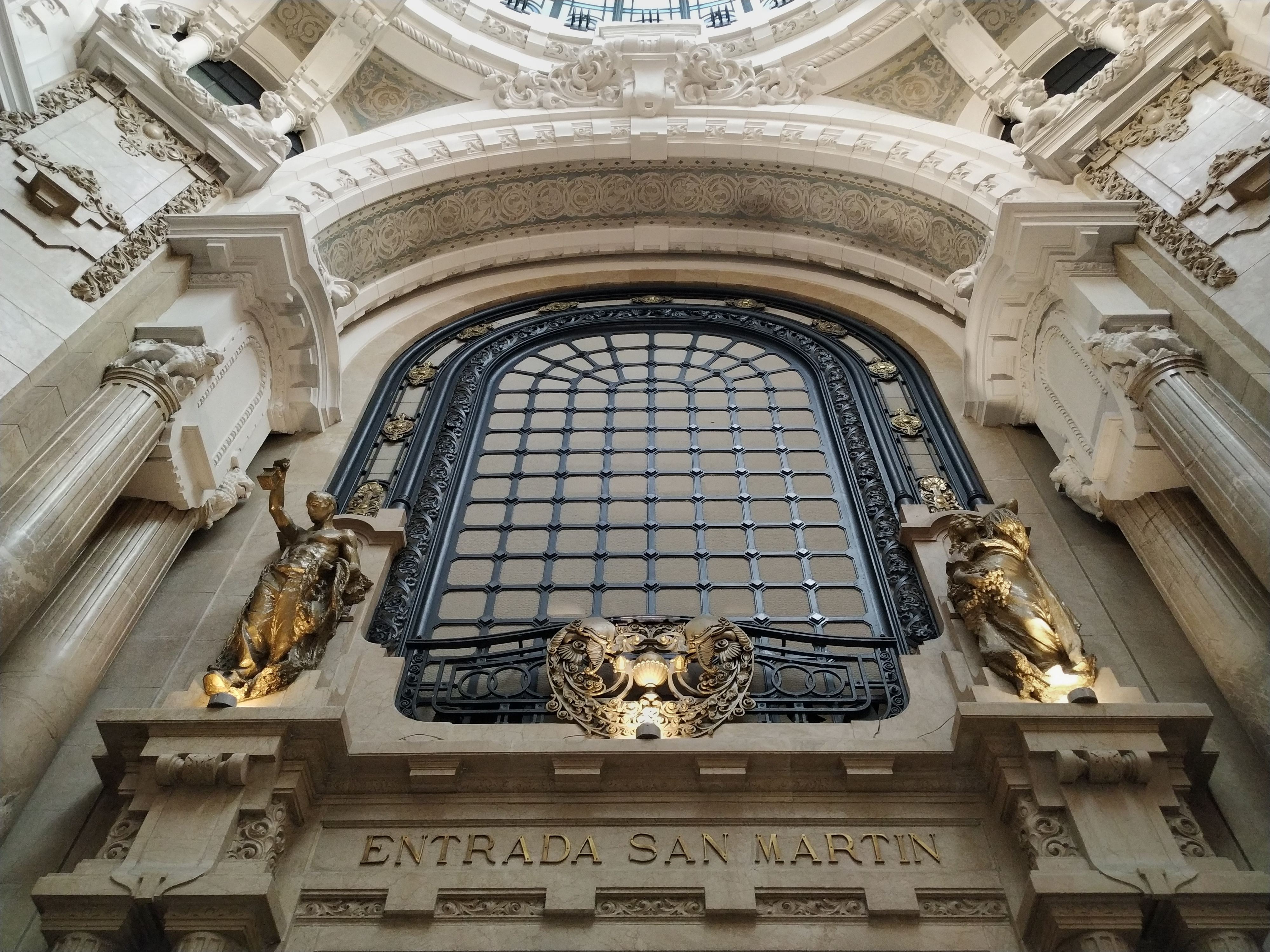
Galería Güemes in Buenos Aires von Francesco Gianotti

## Historische Entwicklung und Verbreitung
Im deutschen Sprachraum liegen die Ursprünge des Jugendstils vor allem in drei Städten: in Wien als architektonische Reaktion auf den Historismus der Ringstraßenepoche, in München vor allem im Bereich von Innenarchitektur und Kunstgewerbe sowie in Darmstadt durch die von Großbritannien angeregte Darmstädter Künstlerkolonie.

### Entstehung
Geschichtlich steht der Jugendstil zwischen Historismus und moderner Kunst. Diese Stilrichtung dauerte ca. 20 Jahre. Sie kann als eine Antwort auf verschiedene Entwicklungen des 19. Jahrhunderts verstanden werden:
- die industrielle Revolution und damit das Aufkommen von mit Verzierungen überladener, maschinell hergestellter Massenware im viktorianischen Großbritannien.
- den Historismus im Frankreich der sogenannten Belle Epoque, der in Verbindung mit den Bedürfnissen des gehobenen Bürgertums in „Extravaganz“ ausuferte. In etwas schlichterer Form dominierte der Historismus auch in Süddeutschland. In Österreich war der Historismus im letzten Jahrhundertdrittel hegemonial, in diesem Stil wurde die Ringstraße erbaut. Schon von den Zeitgenossen wurde der zugehörige Malstil als emblematisch empfunden, besonders jener von Hans Makart mit seinen neobarocken Allegorien.
- In München dominierte ebenfalls die großbürgerlich bestimmte Malkunst, charakterisiert und beherrscht durch den Lenbachkreis um den Maler Franz von Lenbach.
- als frühe eigenständige Entwicklung gilt die Beuroner Kunstschule, die bereits 1868 in der gleichnamigen Benediktinerabtei von Desiderius Lenz gegründet wurde

### Arts-and-Crafts-Bewegung in Großbritannien
Trotz der unterschiedlichen Bezeichnungen in den verschiedenen Ländern muss der Jugendstil als internationales Phänomen verstanden werden, das die gesamte westliche Kunst umfasste. Dessen Ursprung liegt in der Arts-and-Crafts-Bewegung in Großbritannien. Wegbereiter waren der Werkkünstler William Morris, der Architekt Philip Webb, der Kunstkritiker und Sozialphilosoph John Ruskin und die präraffaelitische Bruderschaft um die Künstler Dante Gabriel Rossetti und Edward Burne-Jones. Letztere ähnelt in einigen Aspekten der Bewegung der Nazarener im deutschsprachigen Raum. 1861 gründete Morris, der überzeugt war, dass „sich alles Kunstgewerbe in völliger Entartung“ befand, mit Freunden die Firma Morris, Marshall, Faulkner & Co. Ab 1875 hieß das Unternehmen Morris & Co. Ideale dieser Werkstatt waren einfache Schönheit, Nützlichkeit und Qualität. Maschinenarbeit war ausgeschlossen. Noch heute berühmt sind die Morris-Tapeten. 1891 gründete Morris einen bibliophilen Verlag, die Kelmscott Press. Das erste Buch dieses Verlags, The Story of Glittering Plain, mit eigens entworfenen neuen Techniken, Materialien und Schrifttypen wurde ein überwältigender Erfolg beim Publikum.
1887 gründeten verschiedene Artist-Designers, die sich dem Kunsthandwerk verpflichtet fühlten, die Arts and Crafts Exhibition Society, die 1888 ihre erste Ausstellung organisierte. Bereits zuvor waren ähnliche Zusammenschlüsse entstanden, beispielsweise 1882 die Century Guild von Arthur Mackmurdo. 1888 folgte die School of Handicraft von Charles Robert Ashbee. Auch japanische Stilelemente fanden über Großbritannien Eingang in die europäische Kunst und sollten zu prägenden Bestandteilen der Jugendstilkunst werden. In den Jahren 1854 und 1862 fanden in London große Ausstellungen japanischer Kunst statt. 1858 schloss Großbritannien ein Handelsabkommen mit Japan. Japanische Holzschnitte, Möbel, Keramiken und Lackarbeiten wurden in großer Anzahl nach Großbritannien importiert. Unter denjenigen, die sich für diese Kunst begeisterten, war der Designer und Dozent Christopher Dresser, der mit seinen kunsthandwerklichen Entwürfen, vor allem aber mit seinen Büchern einen großen Einfluss auf die Bewegung hatte. 1877 reiste er im Auftrag der New Yorker Firma Tiffany nach Japan.
Der gebürtige Amerikaner James McNeill Whistler, seit 1859 in London lebend, war ebenfalls einer der Pioniere, die den Japonismus in Großbritannien populär machten. Japanische Farbholzschnitte waren in besonderem Maß das stilistische und technische Vorbild für Whistlers Arbeit.
Als weitere Protagonisten sind die Architekten und Designer Ernest Gimson und Charles Voysey sowie der Unternehmer Sir Arthur Liberty und der Künstler Charles Ricketts zu nennen. Oscar Wilde vertraute Ricketts die Illustration und Produktion der Mehrzahl seiner Werke an.
Der wohl bekannteste Künstler des englischen Modern Style ist der Illustrator Aubrey Beardsley. Stilistisch ließ sich der Autodidakt Beardsley von Burne-Jones, vor allem aber von Whistler inspirieren. Thematisch begeisterte und entsetzte Beardsley mit seinen morbiden, frivolen, kunstreich-kühl ziselierten Grafiken sowohl seine Zeitgenossen als auch spätere Betrachter seiner Kunst bis in die heutige Zeit.

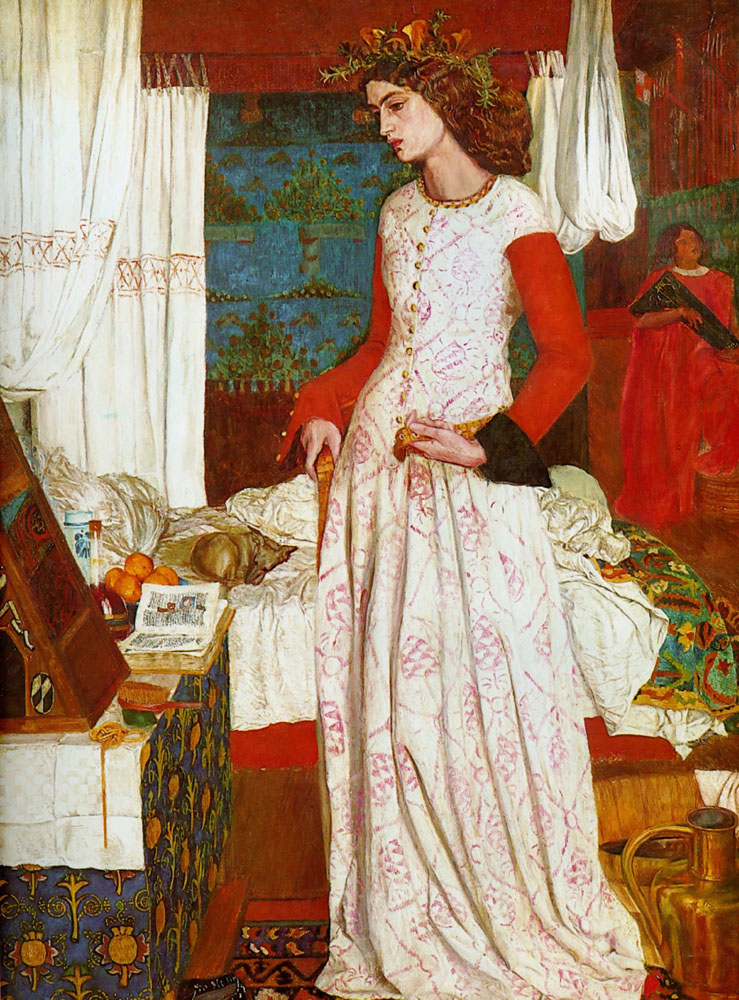
William Morris: Königin Guinevere, 1858, Tate Gallery London
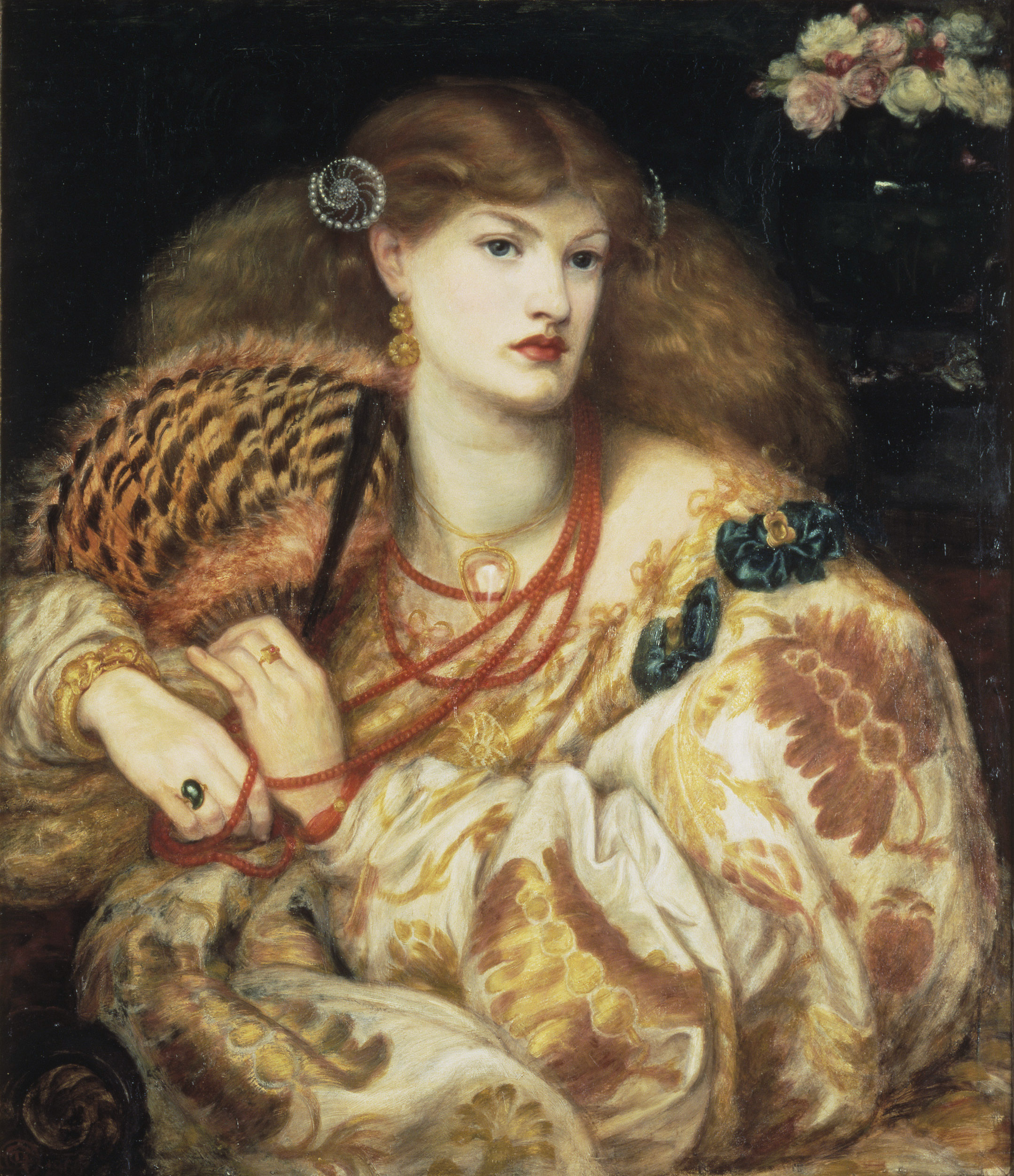
Dante Gabriel Rossetti: Monna Vanna, 1866, Tate Gallery
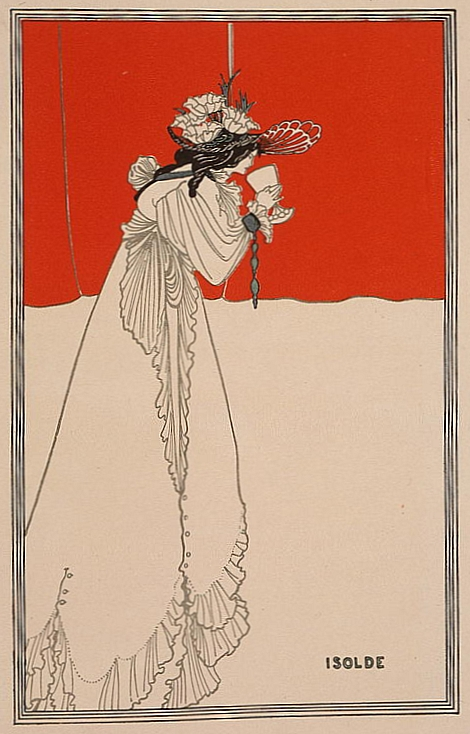
Aubrey Beardsley: Isolde, Illustration in Pan, Berlin, 1899–1900
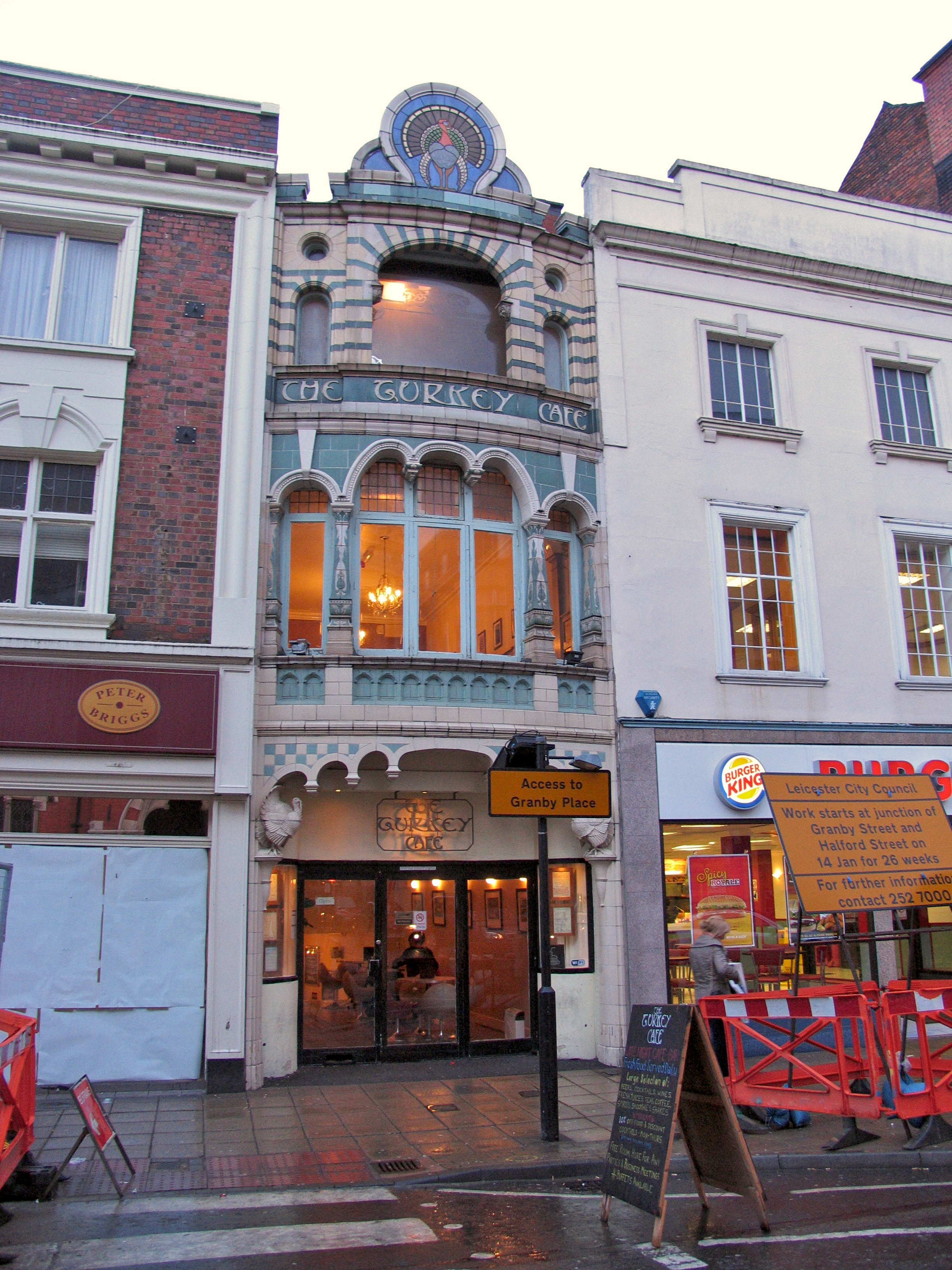
Der britische Modern Style in der Architektur, Turkey Cafe, Leicester, 1900

### Verbreitung in Deutschland

#### Ursprünge

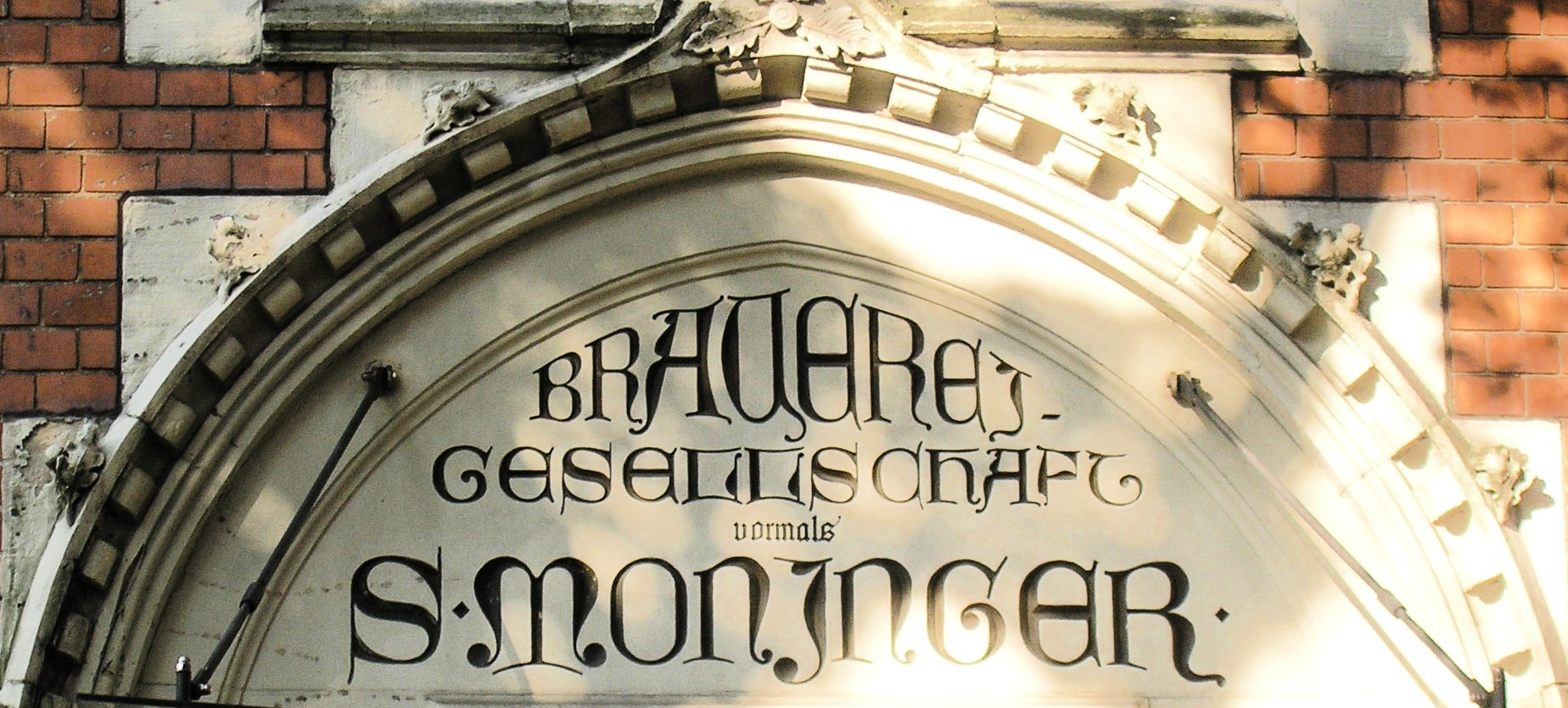
Jugendstil-Schrift

Der Jugendstil ist in Deutschland aus lokalen Bewegungen und Künstleravantgarden entstanden, die erst im Laufe der Jahre und über die vielen neu gegründeten Kunstzeitschriften zu einem überregionalen Ideenaustausch gelangten.
Namensgeber der Bewegung, die in Deutschland zuvor als Art nouveau oder als Yachting Style bezeichnet wurde, war die künstlerische Wochenzeitschrift Jugend, die erstmals im Mai 1896 in München erschien. Als weitere einflussreiche Zeitschriften sind der Münchner Simplicissimus und die Berliner Zeitschrift Pan zu nennen.
Einer der rührigsten Mitarbeiter bei Jugend und Pan war der Maler und Gestalter Otto Eckmann. Ebenso wie seine Vorgänger in Großbritannien befasste er sich intensiv mit der japanischen Kunst. Ihn interessierte besonders die flächige Darstellung von Naturmotiven. Sein Lieblingstier, der Schwan, wurde zu einem der Leitmotive des Jugendstils.

#### München

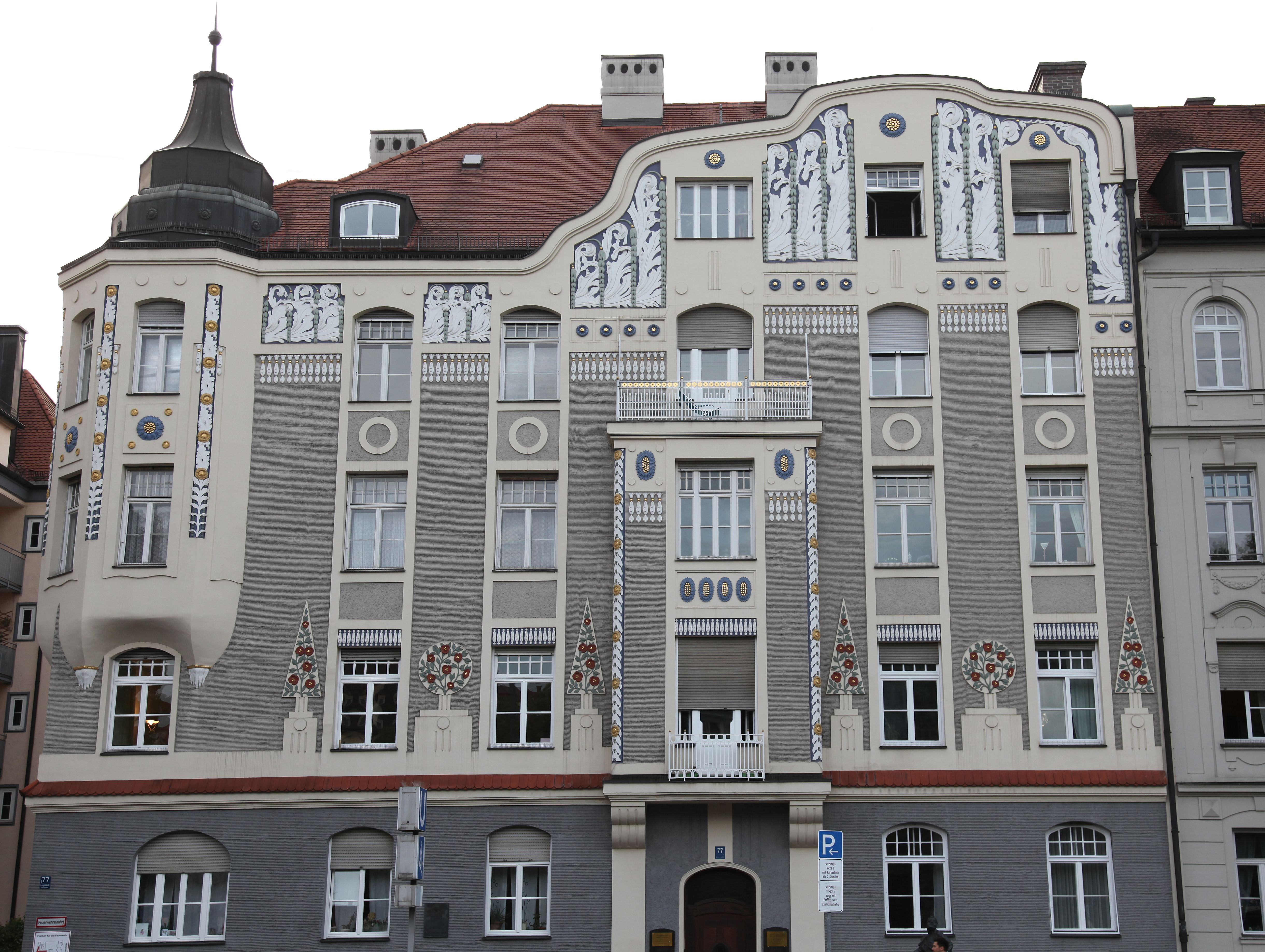
Jugendstilhaus von Martin Dülfer in der Leopoldstraße 77 in München-Schwabing. (Foto von 2021)

Weitere Künstler, wie Architekten, Raumgestalter, Bildhauer, Maler und Designer, die dazu beitrugen, dass München zu einem der Zentren des Jugendstils im deutschsprachigen Raum wurde, sind:
- Hermann Obrist, der 1895 der gemeinsam mit Berthe Ruchet die Stickarbeit Peitschenhieb, einem Wandbehang, der eine Zyklame darstellt, großes Aufsehen erregte. Obrist gründete 1897 gemeinsam mit Freunden, darunter Peter Behrens, die Vereinigten Werkstätten für Kunst im Handwerk, um die Produktion und den Verkauf der neuen Kunstrichtung zu fördern.
- August Endell, der die Fassade des 1897 erbauten Photostudios Elvira in der Münchner Von-der-Tann-Straße entwarf. Mit seinem Drachenornament war dieses Haus ein spektakulärer Blickfang im Münchner Stadtbild. Das Haus wurde im Zweiten Weltkrieg zerstört und nicht wieder aufgebaut. Der Jugendstildrache an der Fassade war schon 1937 auf Veranlassung der Nationalsozialisten abgeschlagen worden.
- Richard Riemerschmid mit seinen Möbeln und Raumentwürfen.
- Der Architekt, Raumgestalter, Bildhauer, Maler und Gestalter Bernhard Pankok.
- Bruno Paul mit seinen Möbelentwürfen, die sowohl auf der Weltausstellung in Paris 1900 als auch in St. Louis 1904 preisgekrönt wurden.
- Der Architekt Martin Dülfer.
- Die Textilkünstlerin Margarethe von Brauchitsch.
- Der Architekt und Innenarchitekt Hans Eduard von Berlepsch-Valendas.

#### Darmstadt

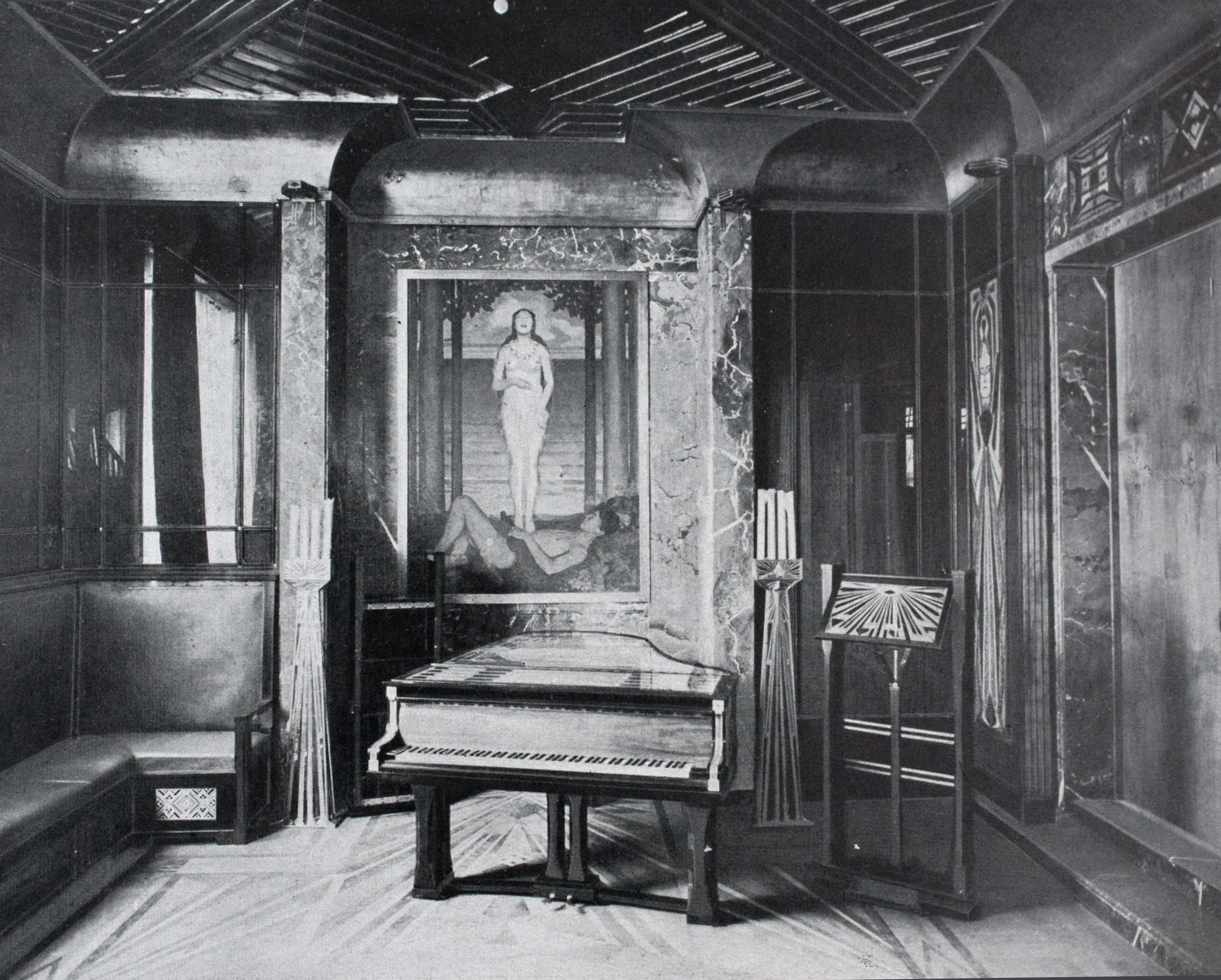
Musikzimmer des Hauses Behrens in Darmstadt mit Schiedmayer-Flügel

Gleichrangig neben München entwickelte sich Darmstadt zum Zentrum des Jugendstils in Deutschland. Motor dieser Entwicklung war Großherzog Ernst Ludwig von Hessen und bei Rhein. Bei Besuchen in Großbritannien hatte sich der weltoffene Großherzog, ein Enkel der Königin Viktoria, mit der Arts-and-Crafts-Bewegung vertraut gemacht. 1899 berief er sieben junge Künstler nach Darmstadt in die Künstlerkolonie.
Der Großherzog ließ auf der Mathildenhöhe durch den Architekten Joseph Maria Olbrich ein Atelierhaus als Mittelpunkt der Künstlerkolonie errichten. Weithin sichtbares Wahrzeichen wurde der 1908 durch Olbrich errichtete monumentale Hochzeitsturm. Außerdem hatten die Künstler die Möglichkeit, sich eigene Wohnhäuser zu bauen. Die Mathildenhöhe und die angrenzende Rosenhöhe gilt als das kunsthistorisch bedeutendste und wertvollste erhaltene Jugendstilensemble in Deutschland.
Durch die Meisterkurse verbreitete sich der Jugendstil von Darmstadt aus, Darmstadt war auch das geistige Zentrum der theoretischen Diskussion über den neuen Stil. Neben Olbrich waren Peter Behrens, Hans Christiansen, Ludwig Habich und Patriz Huber weitere bedeutende Künstler unter den Darmstädter Sieben.

#### Bad Nauheim
Auf Betreiben von Großherzog Ernst Ludwig von Hessen und bei Rhein entstand in Bad Nauheim überwiegend durch Künstler der Darmstädter Künstlerkolonie ein einzigartiges Ensemble von Kur-Anlagen: Sprudelhof, Trinkkuranlage, Badehäuser, Parks und die Maschinenzentrale mit Saline und Wäscherei. Diese Bauten prägen noch heute, neben etlichen weiteren Jugendstilbauten, das Stadtbild und machen es zu einem außerordentlichen Gesamtkunstwerk der Zeit um 1910. Weil dieses Ensemble heute auch in seinen Details noch weitgehend erhalten ist, ist Bad Nauheim als einzige deutsche Stadt neben Darmstadt im Réseau Art Nouveau Network vertreten, in dem derzeit 20 europäische Städte und Regionen wie Barcelona, Budapest, Brüssel, Glasgow, Helsinki oder Wien sowie Havanna als einziger Vertreter aus Übersee zusammengeschlossen sind.

#### Karlsruhe

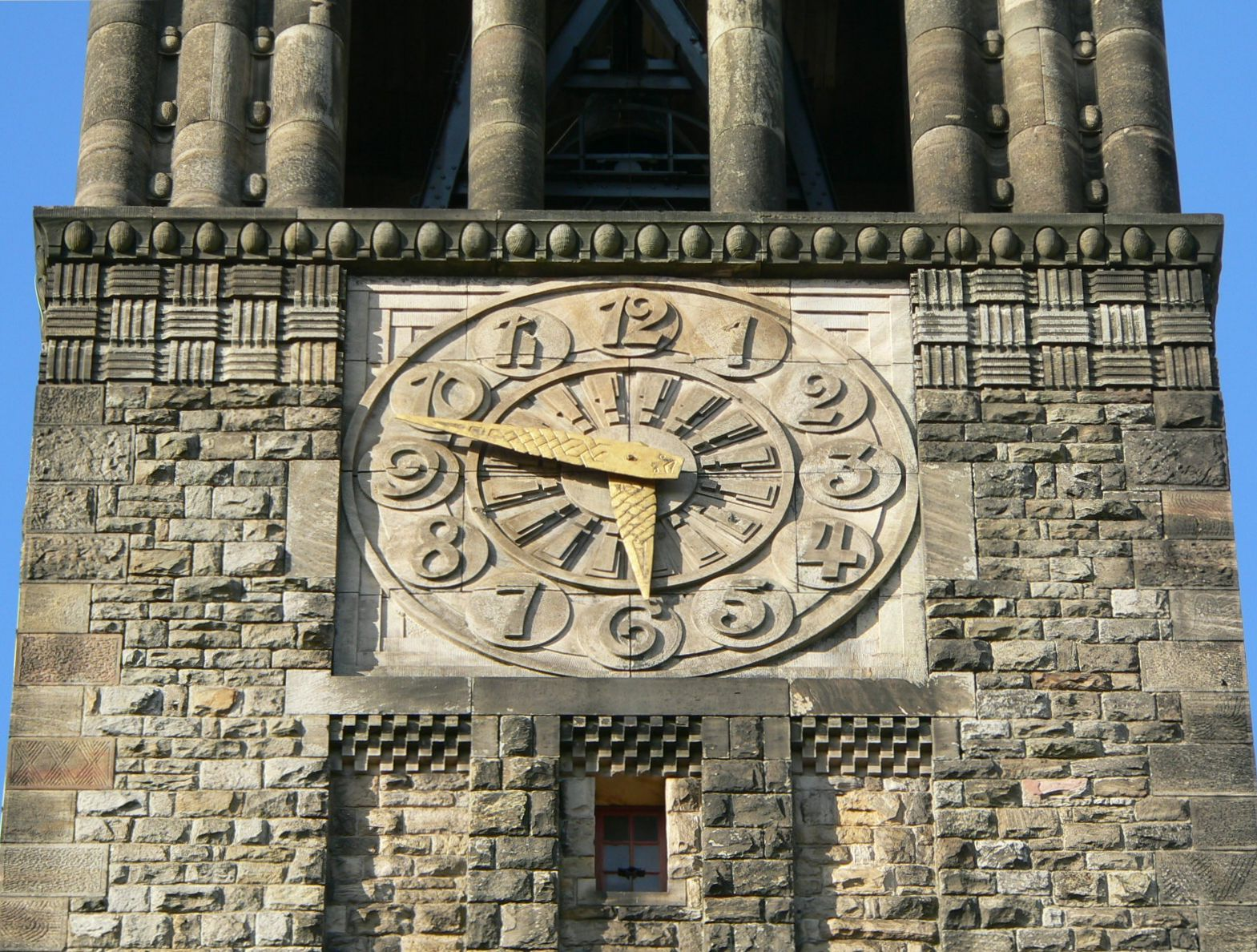
Jugendstiluhr an der Karlsruher Lutherkirche (1907)

Karlsruhe war – stark beeinflusst von Darmstadt, aber parallel dazu – ein weiteres Zentrum des Jugendstils in Südwestdeutschland. Hier machten bereits vor 1900 die Architekten Hermann Billing und Karl Moser durch avantgardistische Entwürfe von sich reden. Anders als in Darmstadt zeigt sich der Jugendstil in Karlsruhe uneinheitlich, Billing vertrat einen expressiven, farbbetonten und floral ornamentierten Stil, der auch Elemente anderer Baustile, etwa der Neugotik freizügig vereinnahmte. Moser stand dagegen eher für eine abgeklärte, geometrische Variante an der Schwelle zum Reformstil.
Bemerkenswert ist die Hof-Apotheke, die die spitzwinklige Ecksituation an der Kaiserstraße/Waldstraße expressiv übersteigert. Weitere wichtige Zeugnisse des Jugendstils in Karlsruhe sind die Villenkolonie Baischstraße um den Kaiserplatz (Hermann Billing), die Bebauung der Wendtstraße in der Weststadt und um die Lutherkirche in der Oststadt (Curjel & Moser). Eine eigentümliche Mischung zwischen Neoklassizismus und Jugendstil weist das nach Plänen von August Stürzenacker 1913 entstandene Empfangsgebäude des Karlsruher Hauptbahnhofs auf.
Um 1900 war Karlsruhe mit der Grötzinger Malerkolonie auch ein Zentrum der deutschen Landschaftsmalerei mit Gustav Kampmann als stark stilisierendem, abstrahierendem Linien- und Flächenkünstler. Schließlich brachten die Kunstgewerbeschule (Max Laeuger), die Majolikamanufaktur (Alfred Kusche, Baukeramik) und das Atelier von Emmy Schoch (Reformkleider) bedeutende Beispiele für das Kunstgewerbe des Jugendstils hervor. Heute verfügt das Badische Landesmuseum über eine der besten Jugendstil-Sammlungen Deutschlands. Auch das Schmuckmuseum Pforzheim stellt viele Werke aus der Zeit des Jugendstils aus. Der „Künstlerfabrikant“ Theodor Fahrner war einer der Wegbereiter des Modeschmucks, der von Künstlern wie Max J. Gradl entworfen und u. a. von Fahrner und Levinger & Bissinger aus Pforzheim hergestellt wurde.

#### Nürnberg

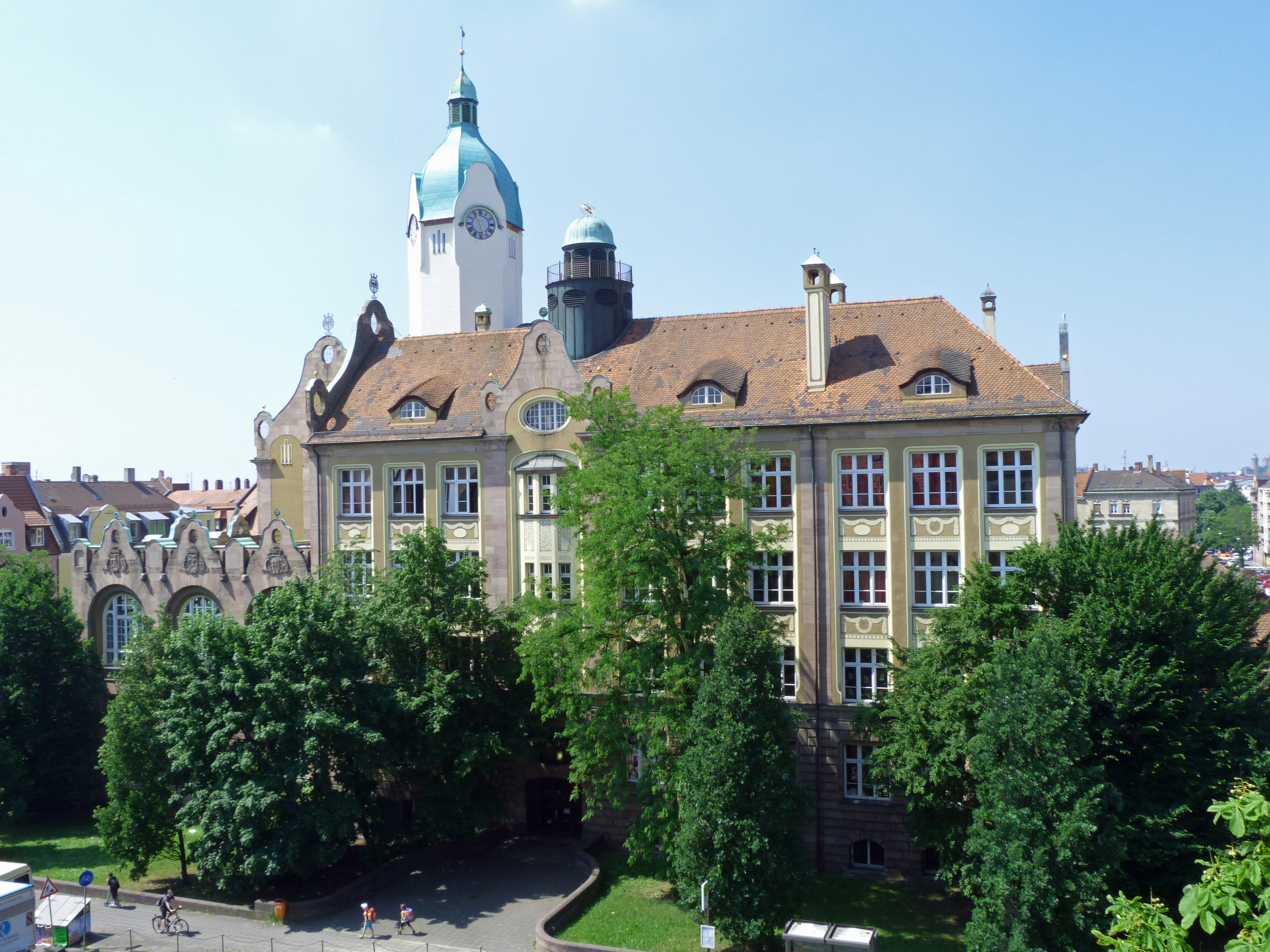
Nürnberg: Bismarckschule, Architekten: Georg Kuch und Carl Weber (1902–04)

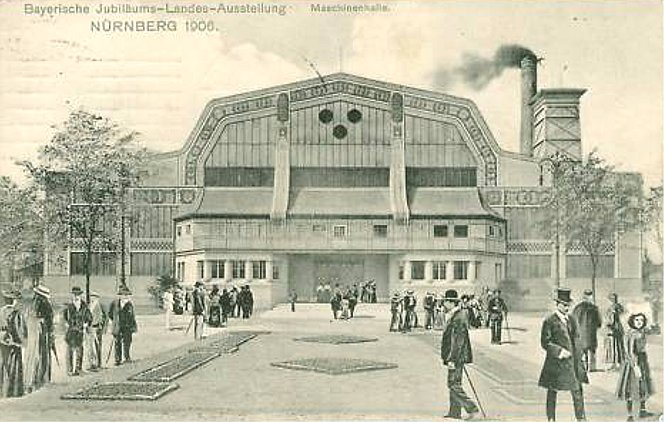
Nürnberg: Halle der Bayerischen Landesausstellung 1906, Architekt: Theodor von Kramer

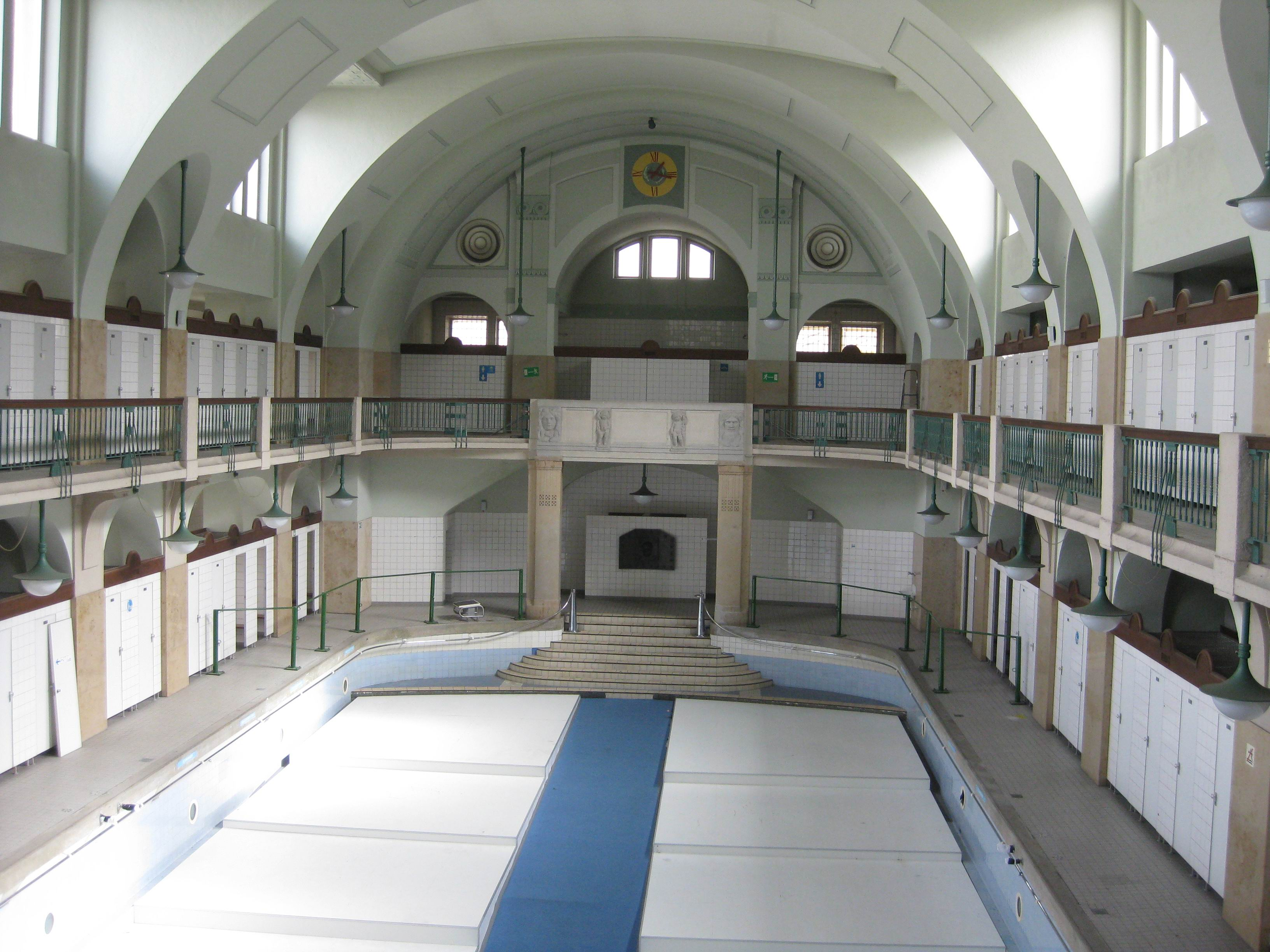
Nürnberg: Volksbad, Schwimmhalle II, Architekt: Carl Weber

In Nürnberg fertigten zunächst die Werkstätten Johann von Schwarz, Gustav Frey und die Metallwarenfabrik für Kleinkunst Walter Scherf & Co. seit 1898 kunsthandwerkliche Gegenstände im Sinne des Jugendstils. Durch die kunstgewerblichen Meisterkurse, die Peter Behrens ab 1901 und Richard Riemerschmid ab 1903 im Bayerischen Gewerbemuseum erteilten, gewann der Jugendstil rasch Auftrieb. Die Meisterkurse wurden später von Paul Haustein und Friedrich Adler fortgesetzt. In den keramischen Werkstätten entstanden vorwiegend Fayencen. Gebrauchsgegenstände aus Zinnguss („das Silber des kleinen Mannes“) wurden von Walter Scherf durch Vergoldung oder Kombinieren mit Glas aufgewertet. Der Bildhauer und Zeichner Carl Sigmund Luber wirkte als künstlerischer Direktor bei Johann von Schwarz. Weitere bedeutende Jugendstilkünstler waren Friedrich Müller, Valentin Oeckler, Christian Schönamsgruber und Ferdinand Semmelroth.
1902 entstand in der Kaiserstraße 30 das Haus des Juweliers August Merklein „im neuen Stil nach Pariser Vorbild“ (von Friedrich Trost d. Ä., Inneneinrichtung von Heinrich Höllfritsch). Das Gebäude wurde im Krieg zerstört. Impulsgebend für die Architektur war die Bayerische Jubiläums-Landesausstellung 1906 im Luitpoldhain mit den Ausstellungshallen von Theodor von Kramer (in der nationalsozialistischen Ära abgebrochen). Das Gebäude des Industrie- und Kulturvereins (1902 von Theodor von Kramer) wurde im Zweiten Weltkrieg zerstört.
Weitgehend erhaltene Großbauten sind das Bismarckschulhaus (1902/1904 von Georg Kuch und Carl Weber) und das Volksbad mit originaler Innenausstattung (1906 von Carl Weber, heute geschlossen). Ebenfalls erhalten ist der Jugendstil-Wartesaal im Hauptbahnhof (1905 von Bruno Paul). Für private Bauten konnte sich der Jugendstil gegen den in Nürnberg um 1900 noch vorherrschenden Nürnberger Stil erst spät durchsetzen. Im Jugendstilviertel im Stadtteil Gärten hinter der Veste finden sich mehrere bedeutende im Ensemblezusammenhang erhaltene Jugendstilbürgerhäuser. Weitere bedeutende Einzelbauten des Jugendstils finden sich in den Stadtteilen St. Johannis, Galgenhof, St. Leonhard, am Prinzregentenufer sowie in der Südstadt.

#### Bayreuth

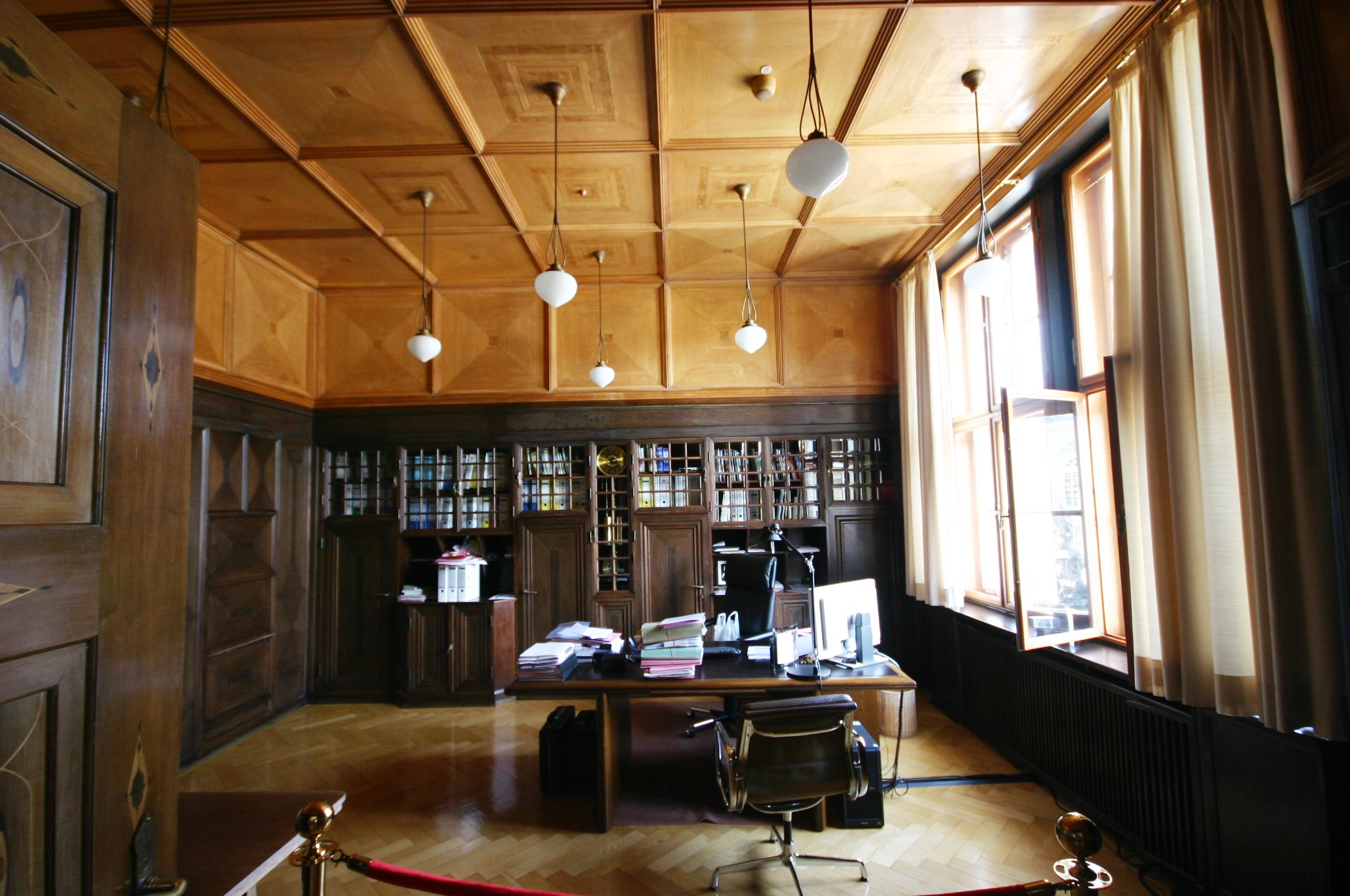
Bayreuth: Arbeitszimmer des Regierungspräsidenten von Bruno Paul

In Bayreuth findet sich im Präsidialbau der Regierung von Oberfranken eines der bedeutendsten Jugendstil-Raumensembles. Das Empfangszimmer des Regierungspräsidenten wurde von Joseph und Franz Rank entworfen. Das an das Empfangszimmer direkt anschließende Arbeitszimmer des Präsidenten stammt von Bruno Paul. Der holzvertäfelte Landrätesaal (Wappensaal) im zweiten Obergeschoss wurde von Martin Dülfer entworfen. Alle drei Raumausstattungen wurden zunächst 1904 auf der Weltausstellung in St. Louis gezeigt und mit Preisen ausgezeichnet. Die nach Ende der Weltausstellung nach Bayreuth verbrachten und dort bestimmungsgemäß eingebauten Räume wurden wegen der internationalen Anerkennungen vielfach publiziert und waren beispielgebend und stilbindend für deutsche Werkstätten. Das Ensemble ist samt den Einrichtungsgegenständen vollständig erhalten.

#### Leipzig
Aus den zahlreichen deutschen Städten, in denen der Jugendstil seine Spuren hinterlassen hat, ragt Leipzig besonders hervor. So besitzt Leipzig den wohl größten erhaltenen Bestand an Gebäuden, die Architekturmerkmale des Jugendstils aufweisen. Sowohl im Zentrum als auch in den Stadtteilen Gohlis, Plagwitz, Leutzsch, im Waldstraßenviertel und in Stötteritz finden sich zahlreiche Jugendstilgebäude. Neben Mehrfamilienhäusern, zahlreichen Villen, öffentlichen Gebäuden und Geschäftshäusern hat der Jugendstil auch Eingang in die Industriearchitektur Leipzigs gefunden. Viele Gebäude weisen auch im Inneren deutliche Merkmale des Jugendstils auf, so etwa das im Stil der Neorenaissance erbaute Neue Rathaus und die Schalterhallen des Leipziger Hauptbahnhofs.
Der wohl bedeutendste Jugendstilarchitekt Leipzigs war Paul Möbius (1866–1907), der in den Jahren 1893 bis 1907 etwa 40 Mehrfamilienhäuser, Villen und Geschäftshäuser plante und errichtete. Weitere namhafte Jugendstilarchitekten in Leipzig waren Fritz Drechsler, Max Pommer, Paul Lange und Emil Franz Hänsel.

#### Halle (Saale)
In Halle zeigt der Jugendstil ein provinzielles, jedoch auch vielschichtiges und originelles Gesicht. Vor allem die Verbindung des neuen Stils mit historischer Bausubstanz und historisierenden, insbesondere neogotischen Formen haben hier zu einer eigentümlichen und bisweilen bizarren Durchmischung geführt. Zu den wenigen weitgehend im Jugendstil gestalteten Bauten zählen vor allem der Volkspark, das Hauptgebäude des Gertrauden-Friedhofs, das Geschäftshaus am Universitätsring, einige Kaufhäuser sowie teilweise das Stadtbad. Mit den Brauereien Glauchaer Straße und Böllberger Weg sind auch bedeutende Industriebauten im Jugendstil anzutreffen.
Der in den Gründerzeitquartieren wie etwa dem Paulusviertel oder der südlichen Innenstadt vorherrschende Baustil ist größtenteils vom Historismus geprägt, vereinzelt tritt jedoch auch hier Fassadenschmuck des Jugendstils auf.

#### Berlin

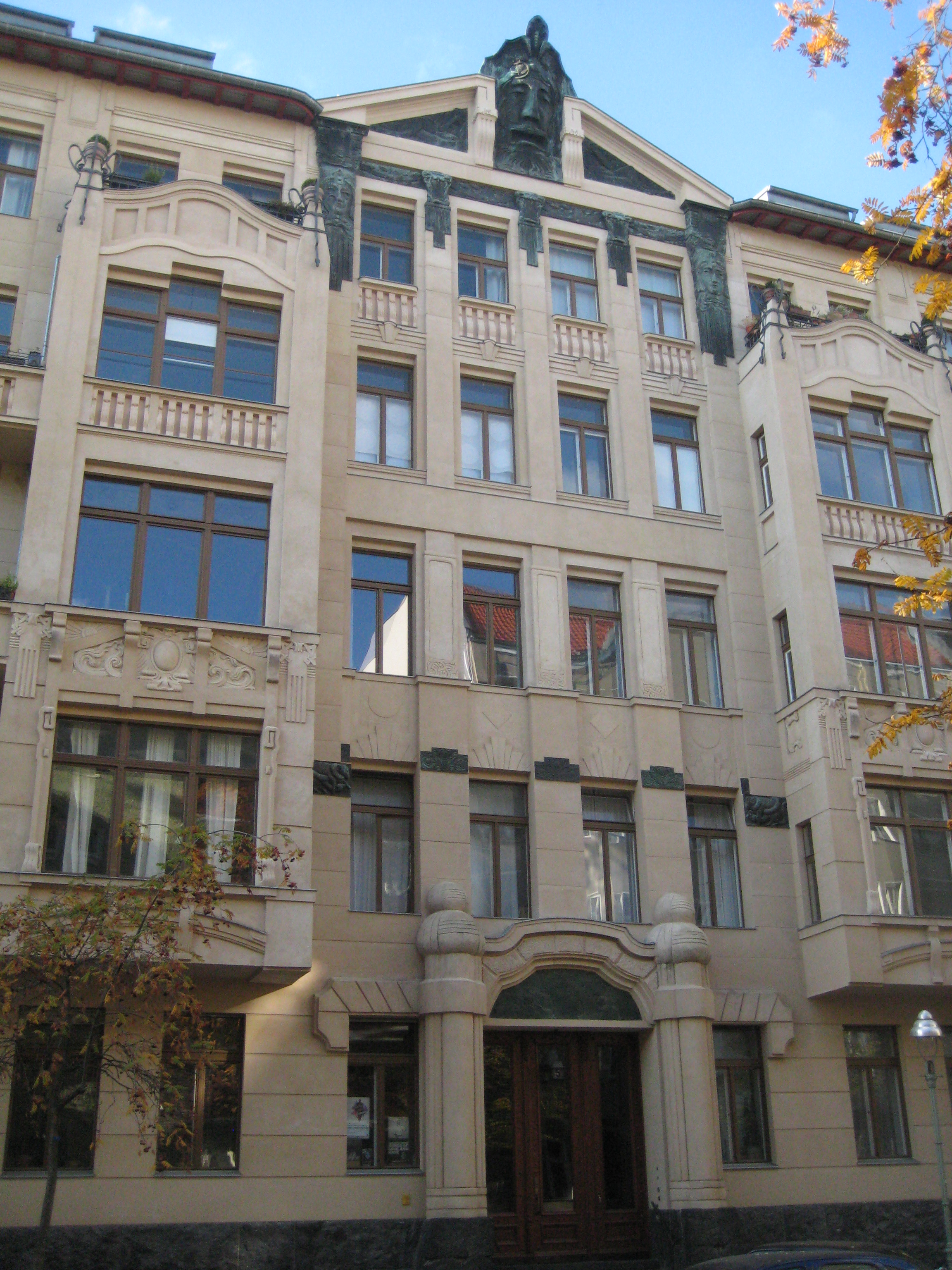
Jugendstil in Berlin, Thomasiusstr. 5

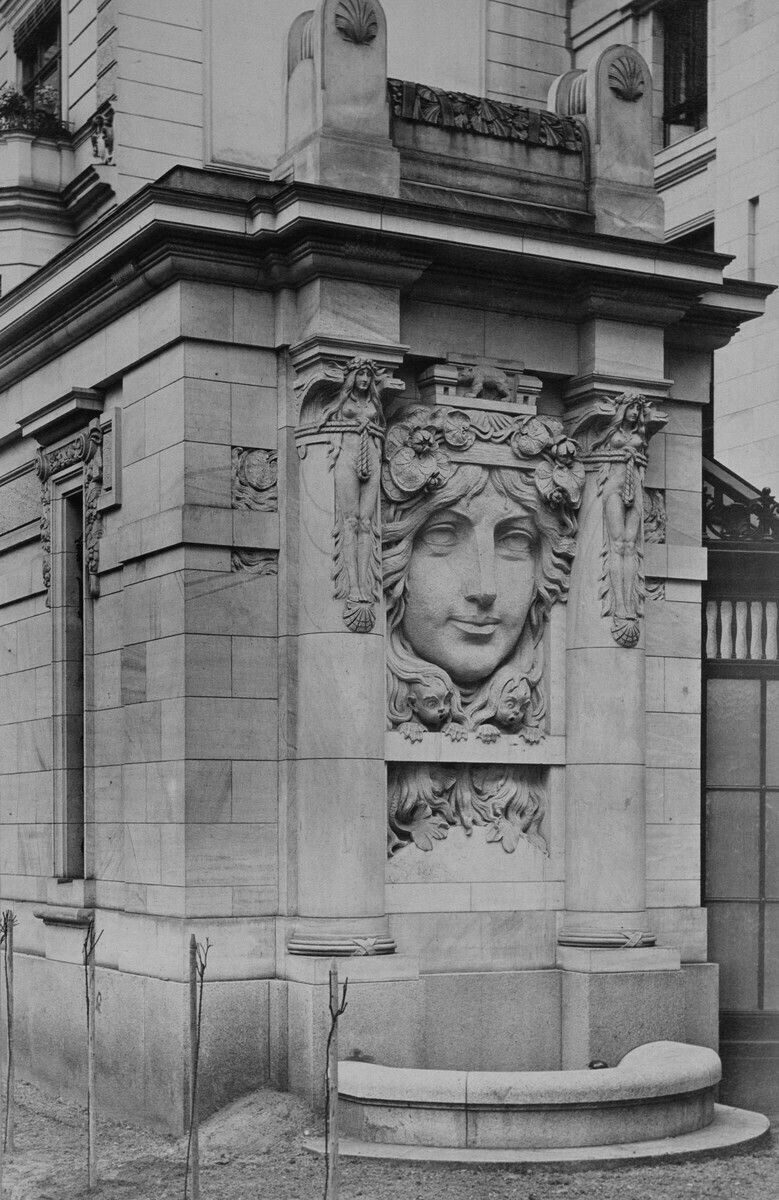
Wandbrunnen im Jugendstil am ehemaligen Palais Staudt (1897–1899) im Tiergartenviertel

In der Reichshauptstadt Berlin dominierte um 1890 der wilhelminische Prunk. Eine Ausstellung des Norwegers Edvard Munch führte 1892 zu einem Eklat, an dem sich jedoch der Widerstand einiger Künstler gegen die offizielle Kunst kristallisierte. Gegen die Schließung der Ausstellung protestierte eine Gruppe von elf Künstlern, unter ihnen Walter Leistikow, Max Liebermann und Max Klinger. Auf Initiative des Schriftstellers Otto Julius Bierbaum und des Schriftstellers, Herausgebers und Unternehmers Julius Meier-Graefe erschien 1895 die exklusive und teure Zeitschrift Pan, die Impulse für neue Kunst geben sollte. Bereits 1900 musste die Zeitschrift wegen fehlenden wirtschaftlichen Erfolges wieder eingestellt werden. In den fünf Jahren, die der Zeitschrift beschieden waren, veröffentlichte jedoch ein großer Teil der künstlerischen Elite Deutschlands darin. Als Jugendstil-Künstler des Pan sind besonders zu nennen:
- der Schrift- und Ornamentkünstler Otto Eckmann, der die fantastischen Initialen für Pan entwarf.
- Die Glas- und Schmuckkünstler Karl Koepping und Wilhelm Lucas von Cranach.

Berlin entwickelte sich zum Zentrum der deutschen Jugendstil-Schmuckkunst. Neben Cranach sind Hugo Schaper, Hermann Hirzel und Bruno Möhring zu nennen. Ihr floraler Stil erinnert in mancher Hinsicht an den des Belgiers Henry van de Velde.

#### Hagen
Der Mäzen Karl Ernst Osthaus gab in Hagen den Anstoß zum Hagener Impuls. Zwischen 1900 und dem Ersten Weltkrieg wollte er eine Künstlerkolonie in Hohenhagen entstehen lassen. Der Erste Weltkrieg verhinderte jedoch die Fertigstellung. So sind nur wenige der geplanten Bauten verwirklicht worden, diese jedoch von namhaften Künstlern, die Osthaus nach Hagen holte. Unter anderem sind dies Henry van de Velde, Peter Behrens sowie der Münchener Architekt und Designer Richard Riemerschmid. Der niederländische Künstler Jan Thorn Prikker gestaltete auf Osthaus’ Initiative für den 1910 eingeweihten Hauptbahnhof Hagen das noch heute dort vorhandene Glasfenster „Der Künstler als Lehrer für Handel und Gewerbe“.
Ein deutlich überregional herausragendes Baudenkmal ist der Hohenhof. Nach einem Entwurf von Henry van de Velde wurde er als Gesamtkunstwerk gestaltet. Er diente Karl Ernst Osthaus als Wohnsitz und sollte Mittelpunkt der nach 1910 geplanten, aber nicht vollendeten Gartenvorstadt Emst werden.
Traben-Trarbach
In Traben-Trarbach an der Mosel entstanden mehrere Jugendstil-Villen, Hotels und Weingüter durch den Berliner Architekten Bruno Möhring.
Weitere Bauwerke sind das Brückentor, das Buddha-Museum und ein Mausoleum auf dem evangelischen Friedhof.

#### Weitere Künstler und Zentren des Jugendstils in Deutschland

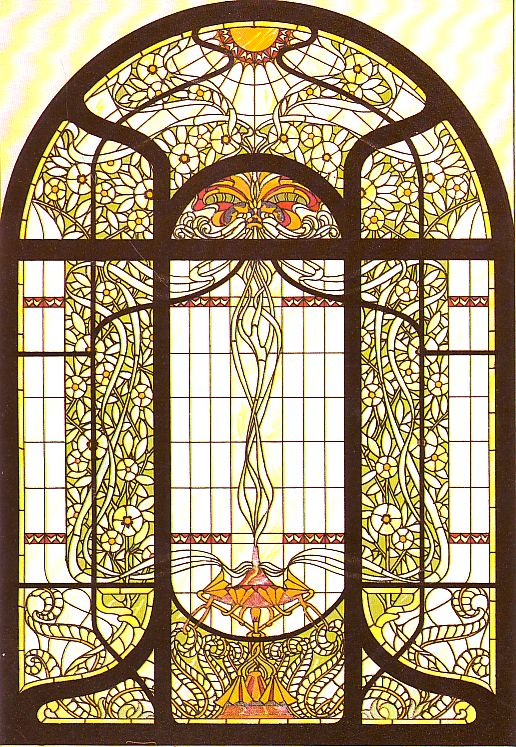
Arnold Lyongrün: Vorlage für ein Fenster im Jugendstil (Berlin und New York 1900)

Die im Klassizismus und Historismus entstandene Bäderarchitektur in den deutschen Seebädern weist um die Wende zum 20. Jahrhundert zahlreiche Jugendstileinflüsse auf, ein Beispiel ist die Lietzenburg auf der Insel Hiddensee (Architekten Otto Spalding und Alfred Grenander).
1896 wurde eine Kunstwebschule im nordschleswigschen Scherrebek gegründet, die auf Anhieb deutschlandweit Anerkennung fand. Diese fertigte unter Justus Brinckmann Bildwerke nach Entwürfen von Künstlern wie Otto Eckmann, Walter Leistikow, Heinrich Vogeler, Hans Christiansen oder Gadso Weiland an.
Henry van de Velde war nicht nur in seinem Heimatland Belgien, sondern später auch in Deutschland ein Protagonist des Jugendstils. 1897 zeigte er bei der Kunstgewerbeausstellung in Dresden viel beachtete Inneneinrichtungen. Für die Porzellanmanufaktur Meißen entwarf er in den Jahren 1904 und 1905 viel beachtete Porzellan-Service. In Weimar schuf van de Velde das Gebäude für die Kunstgewerbeschule Weimar (1905–1906), deren Direktor er bis 1915 war, sowie das Ateliergebäude für die gegenüberliegende Großherzoglich-Sächsische Kunstschule Weimar (1904–1911). Beide Gebäude waren dem Jugendstil verpflichtet, ebenso sein eigenes Wohnhaus, Haus Hohe Pappeln, und die Inneneinrichtung des Nietzsche-Archivs in Weimar, für deren Gestaltung er verantwortlich zeichnete. Der akademische Maler Arnold Lyongrün schuf im reinsten Jugendstil verschiedene Vorlagenwerke für dekorative Kunst und Kunstgewerbe, darunter „Dekorationsmotive“ (1899), „Neue Ideen“ (1901), Stil- und Naturformen, Moderne Vorbilder für Decken- und Wandmalerei (zusammen mit A. Eiserwag). Diese Bücher werden teilweise heute noch verlegt.

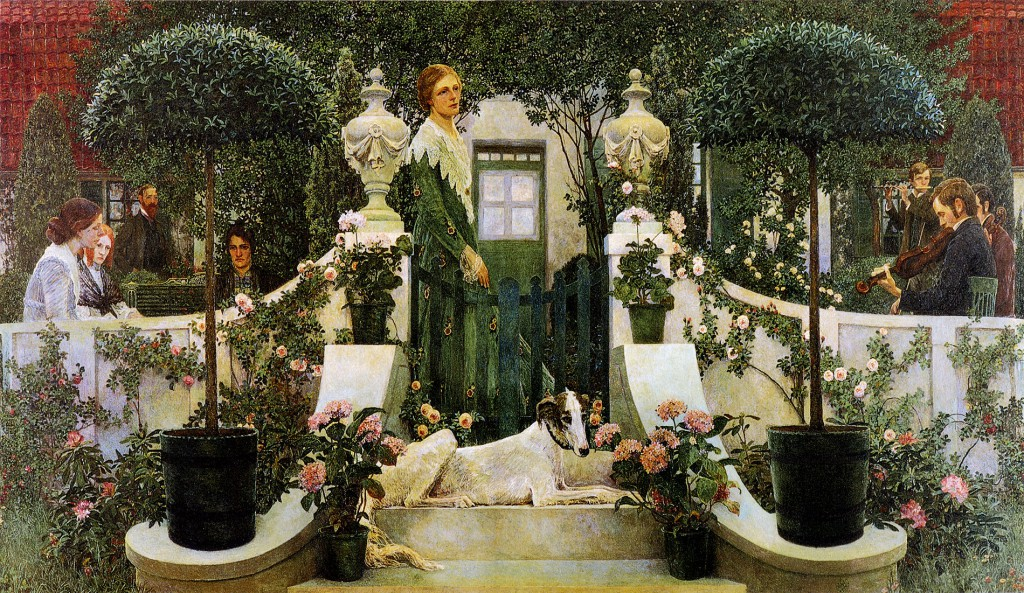
Heinrich Vogeler: Das Konzert (Sommerabend), 1905

Unter den Künstlern der Künstlerkolonie Worpswede war Heinrich Vogeler derjenige, der sich in seiner Arbeit am engsten vom Jugendstil und seinen Idealen leiten ließ. Bekannt ist insbesondere Vogelers 1905 entstandenes Gemälde Sommerabend auf dem Barkenhoff, das ihn selbst und seine Worpsweder Künstlerfreunde zeigt – unter ihnen Paula Modersohn-Becker, ihren Mann Otto Modersohn und die Bildhauerin Clara Westhoff.
Der Architekt Albin Müller wirkte in Magdeburg und ab 1908 in Darmstadt; abseits dieser Wirkungsstätten baute er unter anderem 1911–1913 das heute unter Denkmalschutz stehende Sanatorium Dr. Barner in Braunlage im Harz.
Hugo Becker, Architekt und Lehrer an der Baugewerkschule Magdeburg, veröffentlichte in der Buchausgabe Sammlung Göschen, Band Nr. 58, Geometrisches Zeichnen, eine Vielzahl an Mustern und Formen.
Ein weiterer wichtiger Vertreter war der Glasmaler und Künstler Josef Goller.
Für außergewöhnliches deutsches Jugendstil-Zinn standen die von Engelbert Kayser in Krefeld gefertigten Zinnprodukte Kayserzinn.

### Art nouveau in Frankreich

#### Der Salon de l’Art Nouveau
1871 zog der Hamburger Samuel Bing nach Paris. Er war zuvor im fernen Osten gewesen und handelte nun mit japanischen Farbholzschnitten, Keramik und Gebrauchskunst. 1894 lernte er auf einer USA-Reise Louis Comfort Tiffany kennen und verkaufte anschließend auch dessen Produkte in Europa. 1895 gründete er, um dem stark anwachsenden Geschäftsbetrieb gerecht zu werden, eine großzügige neue Galerie, die er Salon de l’Art Nouveau nannte. 1896 erregte eine Ausstellung von Möbeln des neuen Stils so großes Aufsehen, dass der Salon zum Namensgeber für die neue Bewegung wurde.
In dieser Galerie standen Gemälde und grafische Arbeiten von in Frankreich lebenden Künstlern aller Richtungen zum Verkauf, beispielsweise Blätter von Henri de Toulouse-Lautrec, aber auch Impressionisten, Symbolisten und viele mehr. Man konnte kunsthandwerkliche Arbeiten des Amerikaners Louis Comfort Tiffany, des Deutschen Karl Koepping oder von Emile Gallé, einem der besten Meister der Schule von Nancy, kaufen. Bing sorgte dafür, dass Möbel von Henry van de Velde erstmals in Frankreich erhältlich waren. Später gründete Bing eine eigene Werkstatt und ließ dort Möbel nach Entwürfen von Edouard Colonna, Georges de Feure und Eugène Gaillard fertigen.
1903 verkaufte er seine Galerie an den Möbelkünstler Louis Majorelle. Es war nur folgerichtig, dass seine Galerie, die so entscheidend dazu beigetragen hatte, dass Frankreich und Paris zu europäischen Zentren dieser Kunstrichtung wurden, zum Namensgeber der Bewegung wurde.

#### Paris
Paris wurde in vielerlei Hinsicht ein Zentrum des Art nouveau:

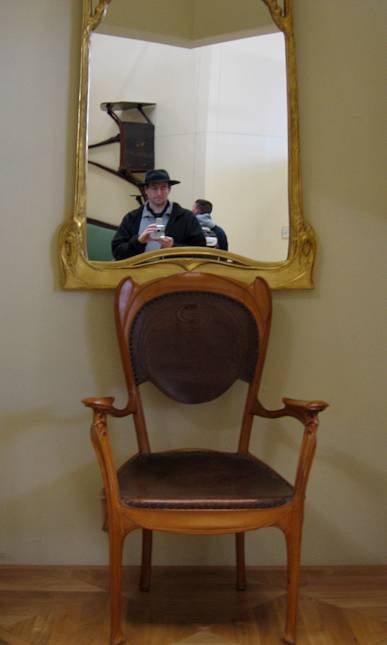
Spiegel und Sessel von Hector Guimard

- Der Schmuckkünstler René Lalique entwickelte ab 1885 eine neue Formen- und Farbenwelt bei Schmuckstücken: Er ließ sich von der Ideenwelt des Symbolismus und den Formen der Natur, von Pflanzen, deren Blüten, Insekten, Fischen leiten. Er bevorzugte Materialien wie Glas, Email, Perlmutt, Elfenbein und Horn. Er setzt durch, dass statt des Materialwerts des Schmuckstückes der künstlerische Wert in den Vordergrund trat. Mit seinen Arbeiten hatte er einen so großen Erfolg, dass er schon 1890 dreißig Angestellte beschäftigte.
- Ein weiterer bedeutender Meister der Schmuckkunst in Paris war Georges Fouquet, der häufig nach Entwürfen von Alfons Mucha arbeitete. Besonders bekannt wurde er durch seine Schmuckstücke für die Schauspielerin Sarah Bernhardt. Weitere bekannte Pariser Schmuckkünstler waren Lucien Gaillard, der sich besonders von japanischer Kunst inspirieren ließ, sowie die Maison Vever, die Firma der Brüder Paul und Henri Vever.
- Die Möbelkunst von Männern wie Eugène Gaillard, Edouard Colonna und Georges de Feure war tonangebend für Frankreich und darüber hinaus.
- Der bekannteste Name unter den französischen Jugendstilkünstlern dürfte Henri de Toulouse-Lautrec sein. Auch Jules Chéret, Eugène Grasset, Alfons Mucha, Théophile Steinlen trugen das ihre dazu bei, dass die Plakatkunst mit neuen Techniken wie der Lithografie und anspruchsvoller künstlerischer Gestaltung zu einer anerkannten Kunstform und zu einem Sammelobjekt für Kunstliebhaber wurde.
- Selbst die Pariser Metro wurde um 1900 zum Objekt des Art nouveau. Dass es dazu kam, ist Hector Guimard zu verdanken, der die Pariser Metroeingänge mit phantasievollen Schmiedeeisengittern und den berühmten geschwungenen Schriftzügen gestaltete. Der Ausdruck Style Métro wurde sogar zum zweiten Synonym für den französischen Jugendstil. Außerdem erwarb sich Guimard auch als Möbelkünstler einen Ruf, der bis in die heutige Zeit anhält.
- Zahlreiche Keramiker wie Maurice Bouval, Léon Noël Delagrange, Louis Chalon, Hans Stoltenberg Lerche, Larsson, Allouard, Alexandre Charpentier, Paul Philippe etc. prägten ebenfalls den französischen Art nouveau, die ihre Werke über die Editeurs d’Art wie Houdebine, E. Blot, Colin & Cie oder Arthur Goldscheider, den Sohn von Friedrich Goldscheider, verkauften.

#### Nancy

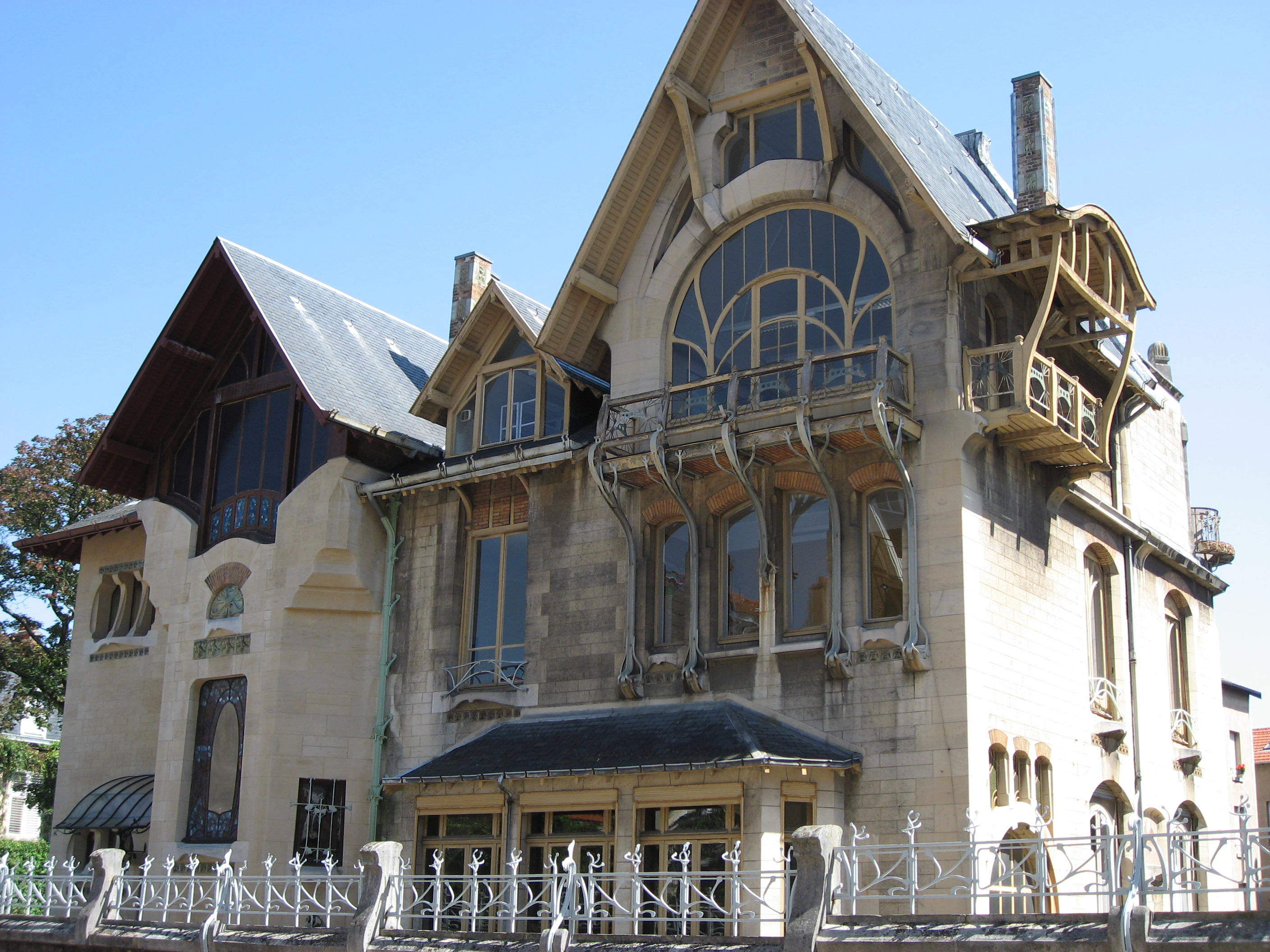
Typische Jugendstil-Fassade: Villa Majorelle, Nancy

Nancy war neben Paris das zweite Zentrum des Art nouveau. Die École de Nancy (Schule von Nancy, die sich durch Glas, Porzellan, Möbel und andere kunstgewerbliche Arbeiten auszeichnete) wurde 1901 von Emile Gallé gegründet. In den Jahren zuvor, ab 1894, hatte sich Gallé zunächst mit einer Glasbläserei, später auch mit Möbelwerkstätten als Künstler und Unternehmer hervorgetan. Er experimentierte mit neuen Techniken der Glasbläserkunst (Marmorierungen, Reflexe, Glasschichten mit Einschmelzungen von Gold- und Silberfolien, Blasenbildungen). Auf den Weltausstellungen 1889 und 1900 wurden seine Arbeiten preisgekrönt.
Neben Gallé waren der berühmte Möbelkünstler Louis Majorelle sowie Jean-Antonin Daum und Eugène Vallin die Gründungsmitglieder der Schule von Nancy.

### Secessionsstil in Österreich-Ungarn und dessen Nachfolgestaaten

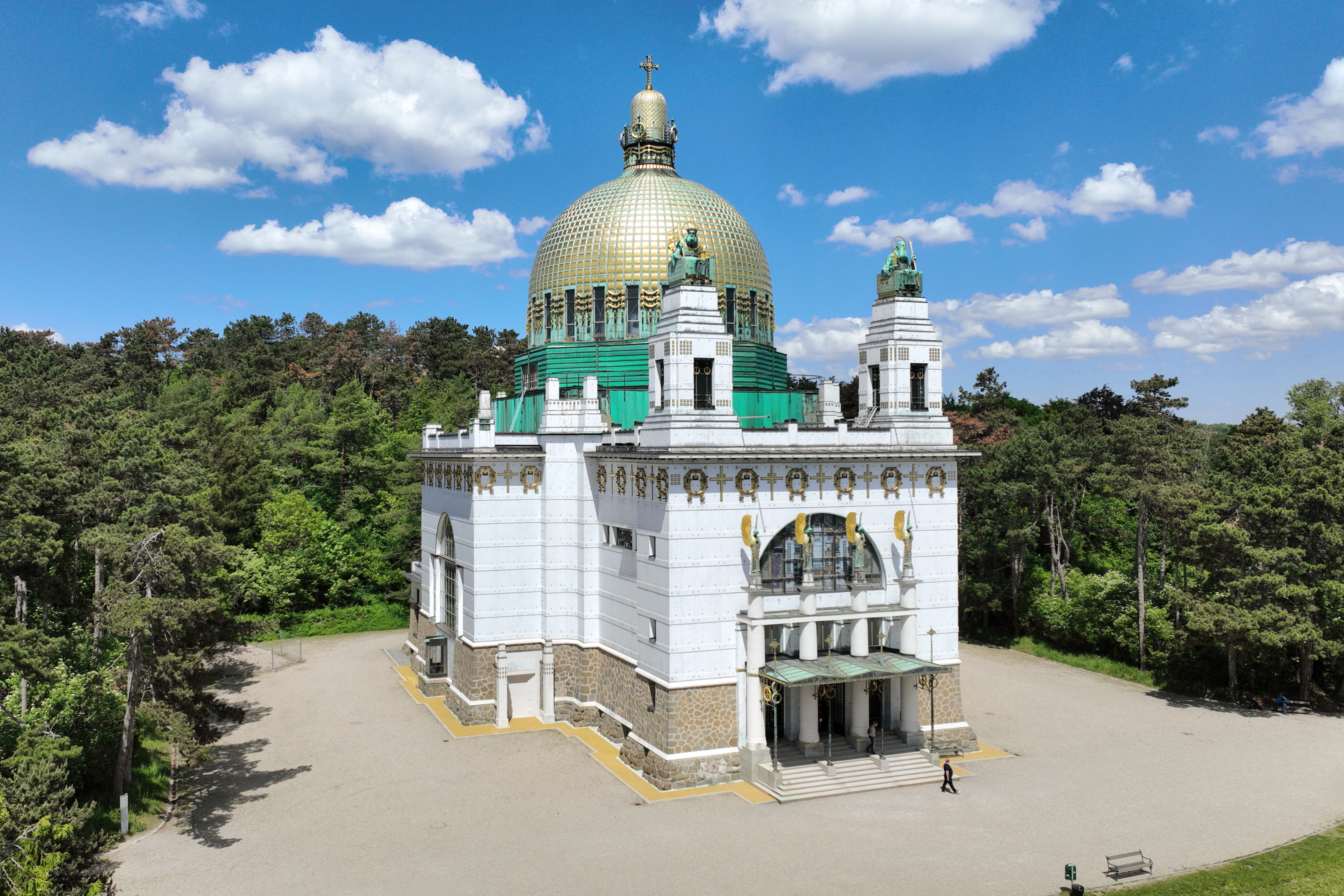
Kirche am Steinhof, Wien

In Österreich wurde die Entwicklung ab 1897 vor allem in Wien vorangetrieben durch die Zeitschrift Ver Sacrum und durch die Künstlergruppe der Wiener Secession, geführt unter anderem von Gustav Klimt, Joseph Maria Olbrich und von dem Dichter Hermann Bahr. Demzufolge bekam die Kunstrichtung in Österreich den Namen Secessionsstil. Neben Klimt waren Otto Wagner, Josef Hoffmann und Josef Plečnik bekannte Künstler des Secessionsstils. Daneben waren auch die Keramiken, Terrakotten und Bronzen der Wiener Manufaktur Friedrich Goldscheider international anerkannt.
Als Österreichs bekanntester Vertreter des Jugendstils gilt Otto Wagner, dessen Hauptwerke u. a. die Hochbauten der Wiener Stadtbahn sowie die Kirche am Steinhof in Wien darstellten. Wagner, wie auch Friedrich Ohmann konnten jedoch ihre Herkunft aus dem Historismus nicht leugnen.
Außerdem weltweit bekannt wurde die Wiener Werkstätte u. a. mit Koloman Moser, Josef Hoffmann, Otto Prutscher und Dagobert Peche, die das Kunsthandwerk (Innenarchitektur, Keramik, Textil, Mode, Glas) zur Perfektion trieben.
In Tschechien spricht man ebenfalls vom Sezessionsstil (Secese). In Prag wurden mit dem Hauptbahnhof, dem Industriepalast und dem Gemeindehaus große Repräsentationsbauten in diesem Stil errichtet. Weitere Jugendstilbauwerke sind die Villa Primavesi in Olmütz, das Ostböhmische Museum Hradec Králové, der Grabhügel des Friedens bei Brünn. Als einer der herausragenden Repräsentanten der Jugendstilmalerei überhaupt gilt Alfons Maria Mucha. Der tschechische Grafiker, Maler und Kunstgewerbler ist für seine Plakatkunst berühmt.
In Ungarn gilt Ödön Lechner mit seinen Bauten als namhafter Vertreter des ungarischen Secessionsstils.

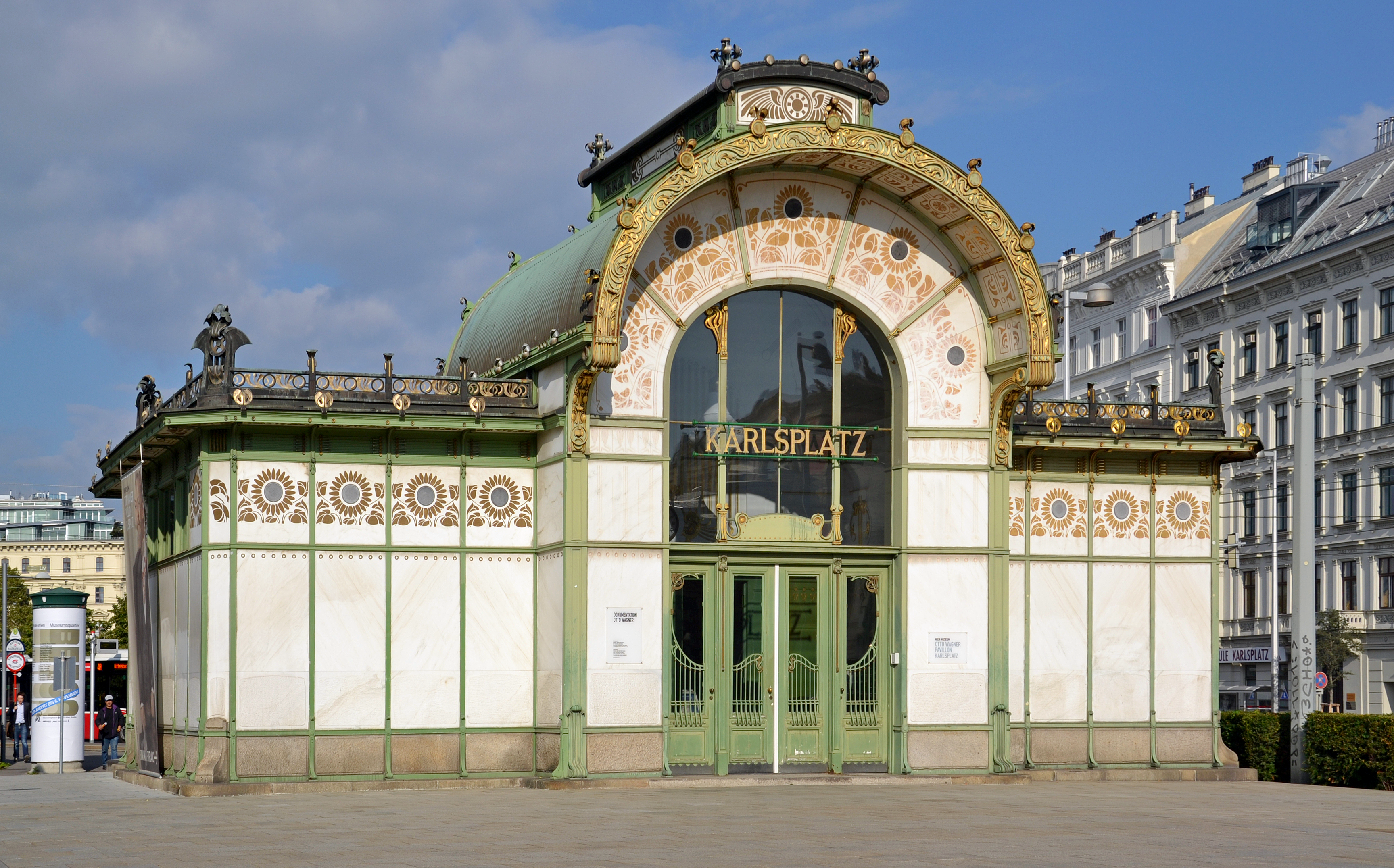
Stadtbahn-Pavillon am Karlsplatz in Wien
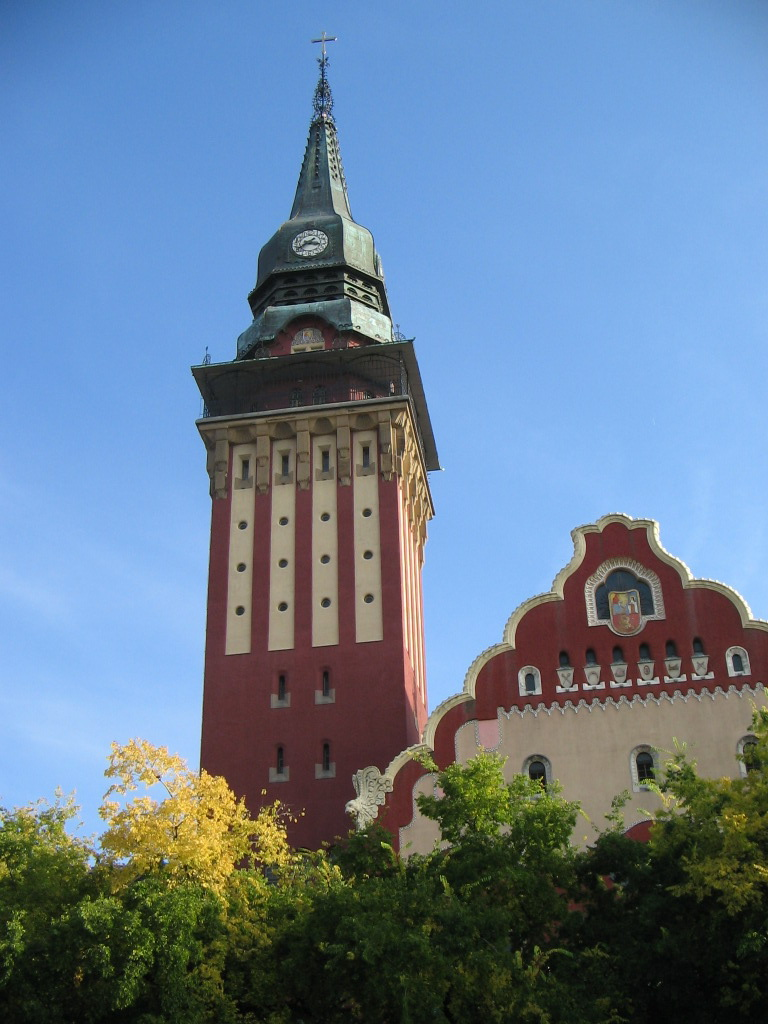
Rathaus in Subotica, Serbien
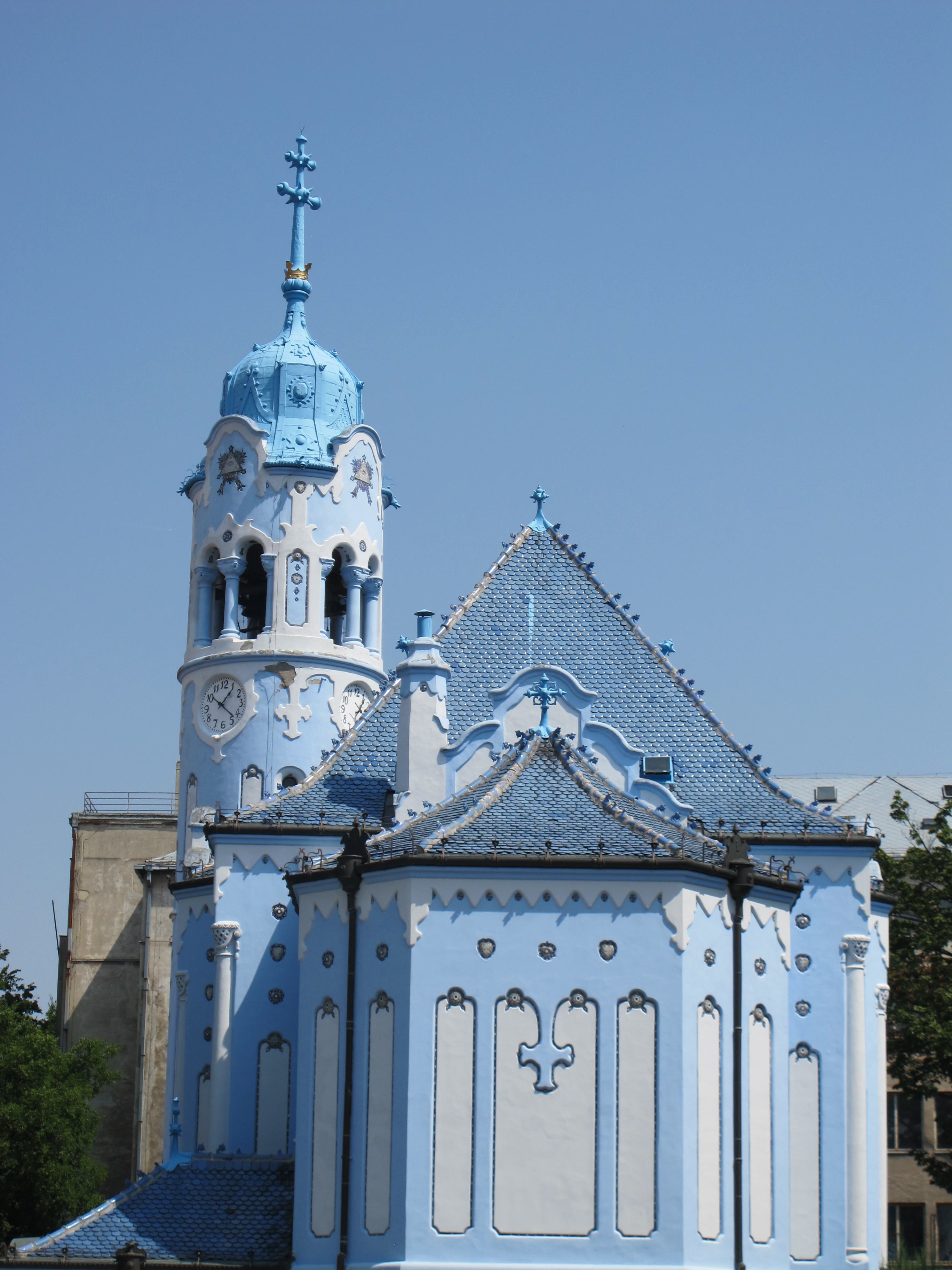
Ödön Lechners Blaue Kirche in Preßburg
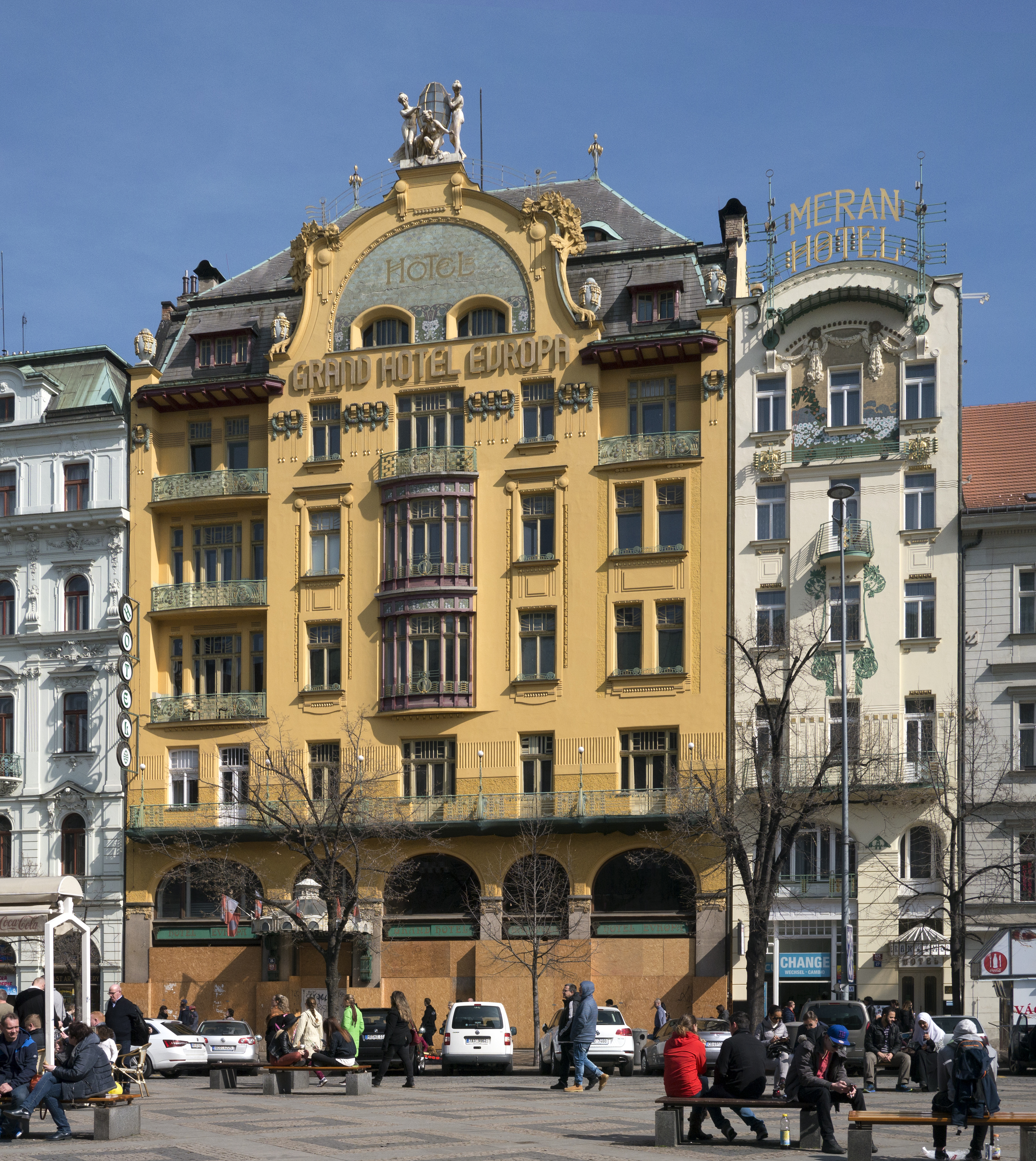
Jugendstilhotels auf dem Wenzelsplatz in Prag
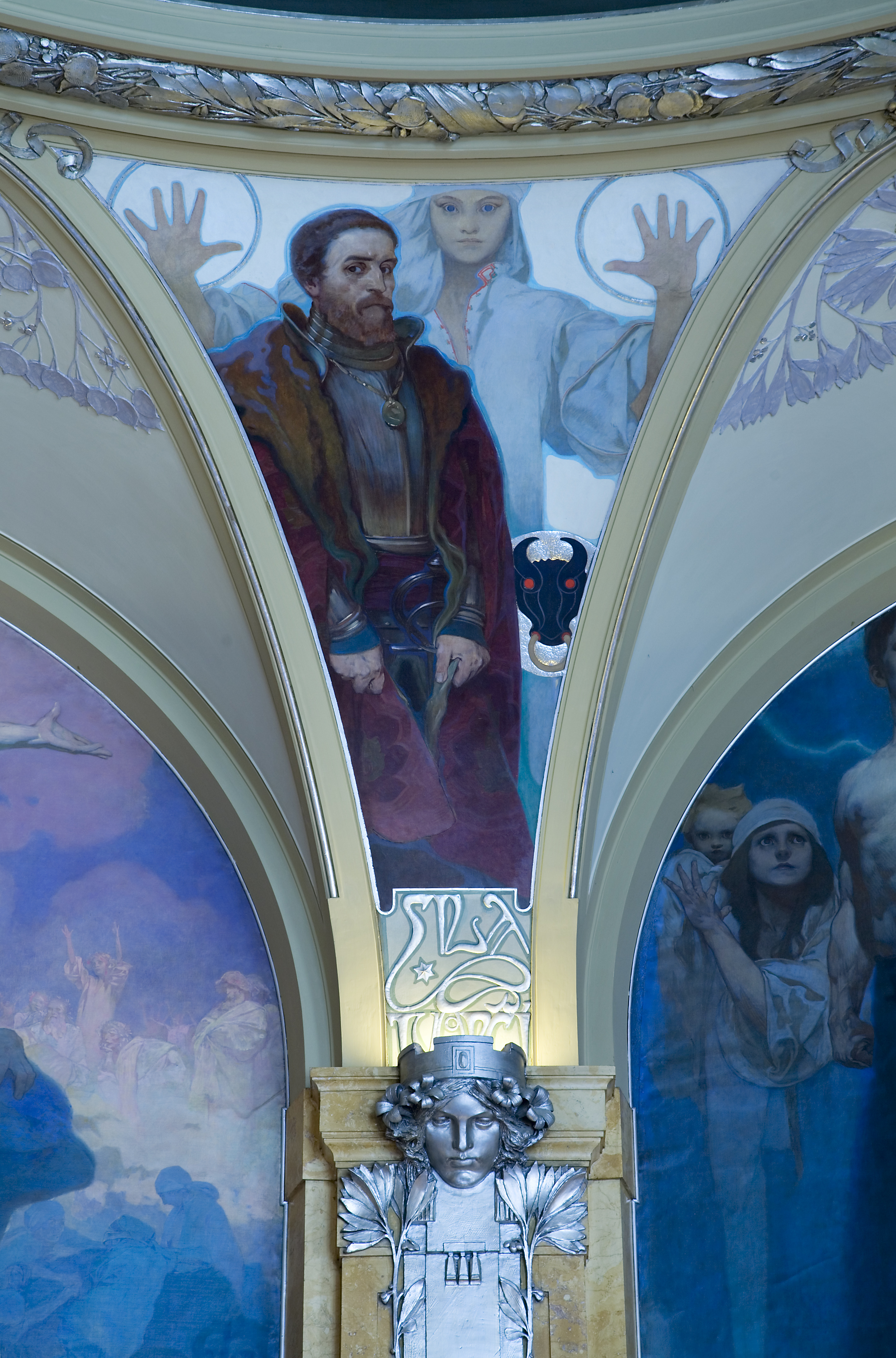
Interieur des Gemeindehaus Prag, Detail
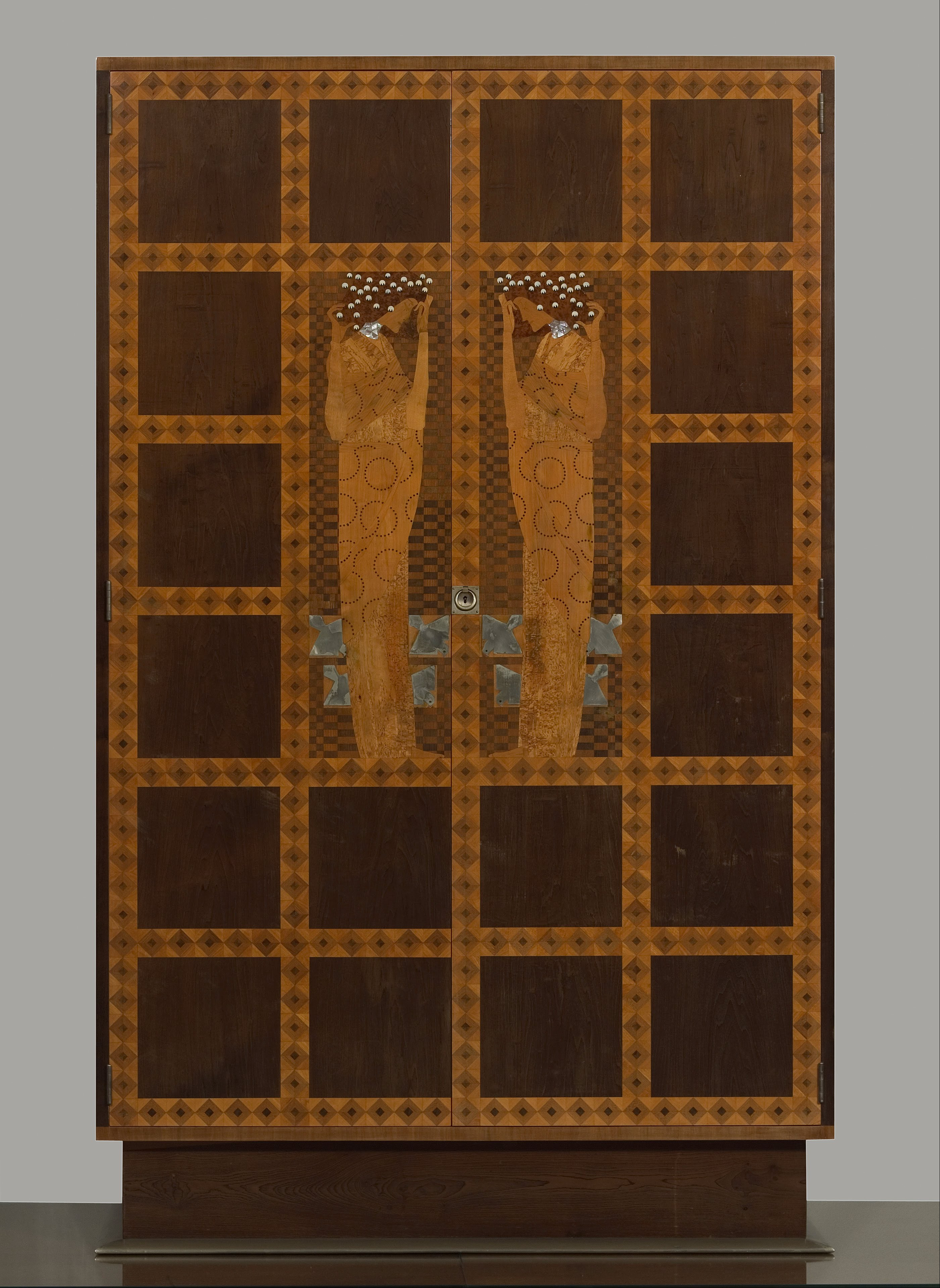
Schrank von Koloman Moser
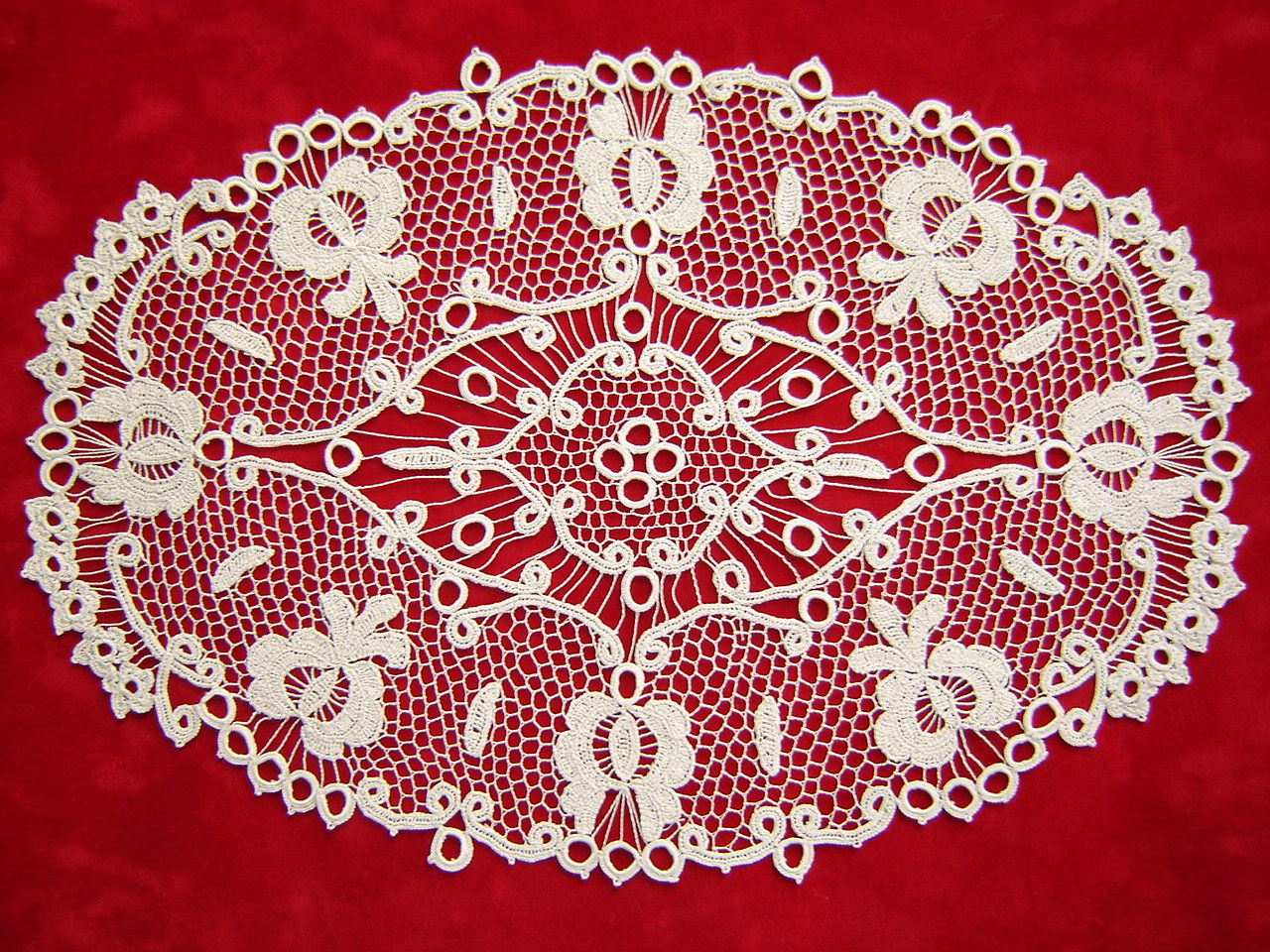
Csetneker Spitze, Ungarn

### Serbien
In Serbien wurde ein Großteil der Altstadt in Maria-Theresiopel (heutiges Subotica) im Jugendstil errichtet. Darunter zählen das Rathaus und die denkmalgeschützte Synagoge. In der Nähe befindet sich der am gleichnamigen See gelegene Kurort Palić, dessen Kurhäuser und Bäder ebenfalls im Jugendstil errichtet wurden.

### Belgien

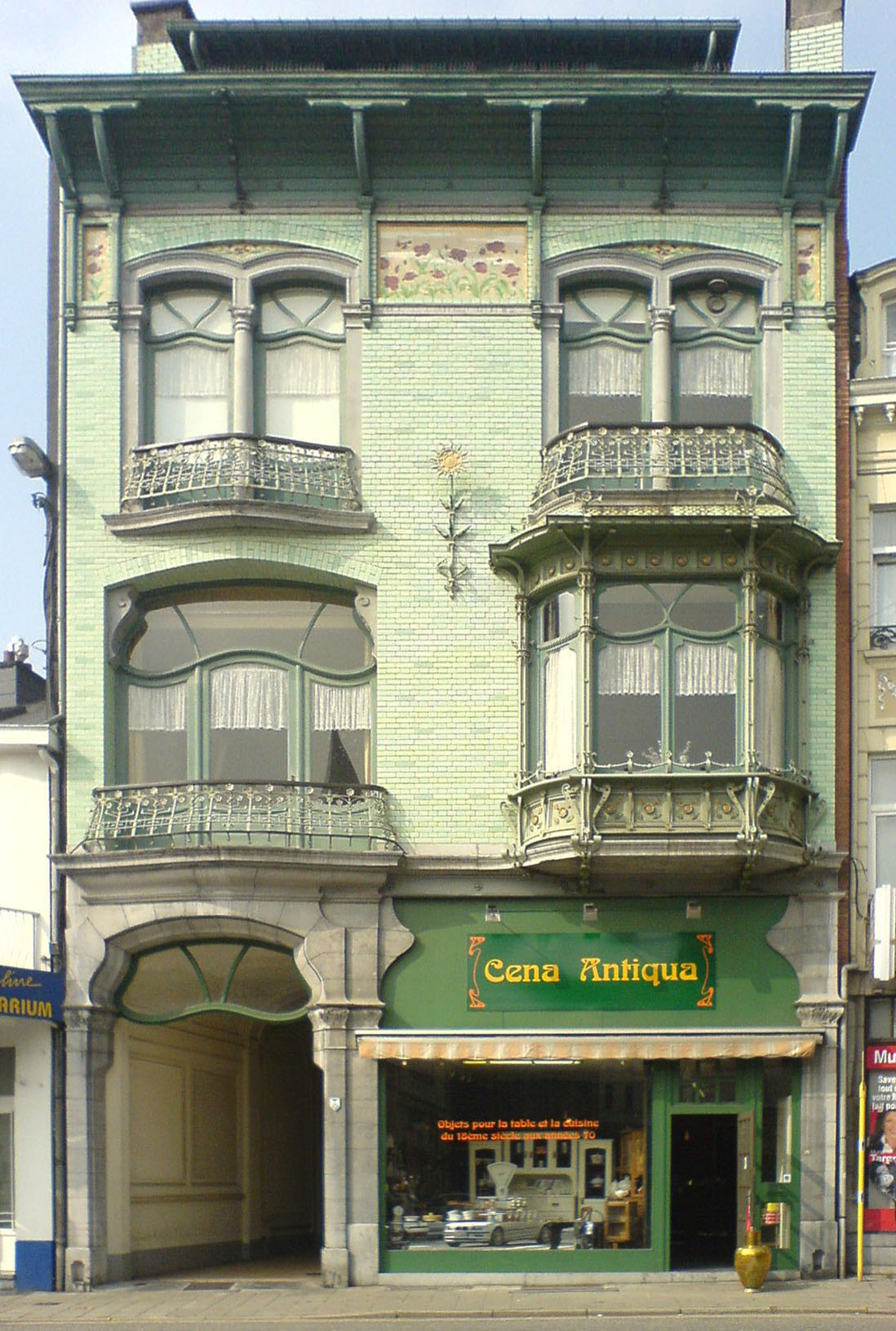
Jugendstil-Fassade: Maison Charlier in Spa (Belgien)

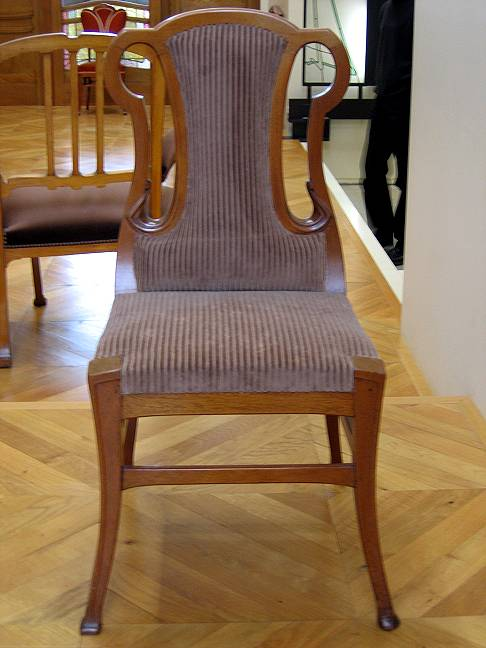
Stuhl von Henry van de Velde

Der Einfluss des Jugendstils in Belgien zeigt sich auch heute noch in der Hauptstadt Brüssel. Die Brüsseler Stadtgemeinde Sint-Gillis (oder Saint Gilles) ist in ihrem Zentrum vom Jugendstil geprägt. Auch in den Stadtgemeinden Schaerbeek, Etterbeek und Ixelles findet man viele Jugendstilgebäude. Vor allem der Architekt Victor Horta trug zu dieser Prägung der Stadt bei.
Auch in Antwerpen (besonders im Stadtteil Zurenborg), Gent, Lüttich, Charleroi, Namur und weiteren Städten gibt es eine Vielzahl an Bauwerken im Jugendstil.
Weitere wichtige belgische Jugendstil-Künstler neben Victor Horta sind:
Paul Hankar, Gustave Serrurier-Bovy, Philippe Wolfers sowie der bereits mehrfach erwähnte Henry van de Velde, der auch in Deutschland so entscheidend zur Entwicklung des Jugendstils beitrug.

### Schweiz
In der Schweiz finden wir beispielsweise in Bern mit der Pauluskirche oder in Stäfa mit der Villa Sunneschy Gebäude, die im Jugendstil erbaut wurden. Erwähnenswert ist darüber hinaus, dass in La Chaux-de-Fonds eine Sonderform des Jugendstils entstand: der style sapin. Dieser wurde durch Charles L’Eplattenier sowie durch dessen Schüler, unter anderem André Evard, ausgeübt. Das Krematorium der Stadt La Chaux-de-Fonds wurde von Charles L’Eplattenier und seinem Schüler André Evard mit Elementen des Jugendstils ausgestaltet.
Von europäischer Bedeutung für die sakrale Kunst des Jugendstils sind die Bleiglasfenster von Józef Mehoffer in der Kathedrale St. Nikolaus in Freiburg.

Fenster von Józef Mehoffer in der Kathedrale von Freiburg, Schweiz
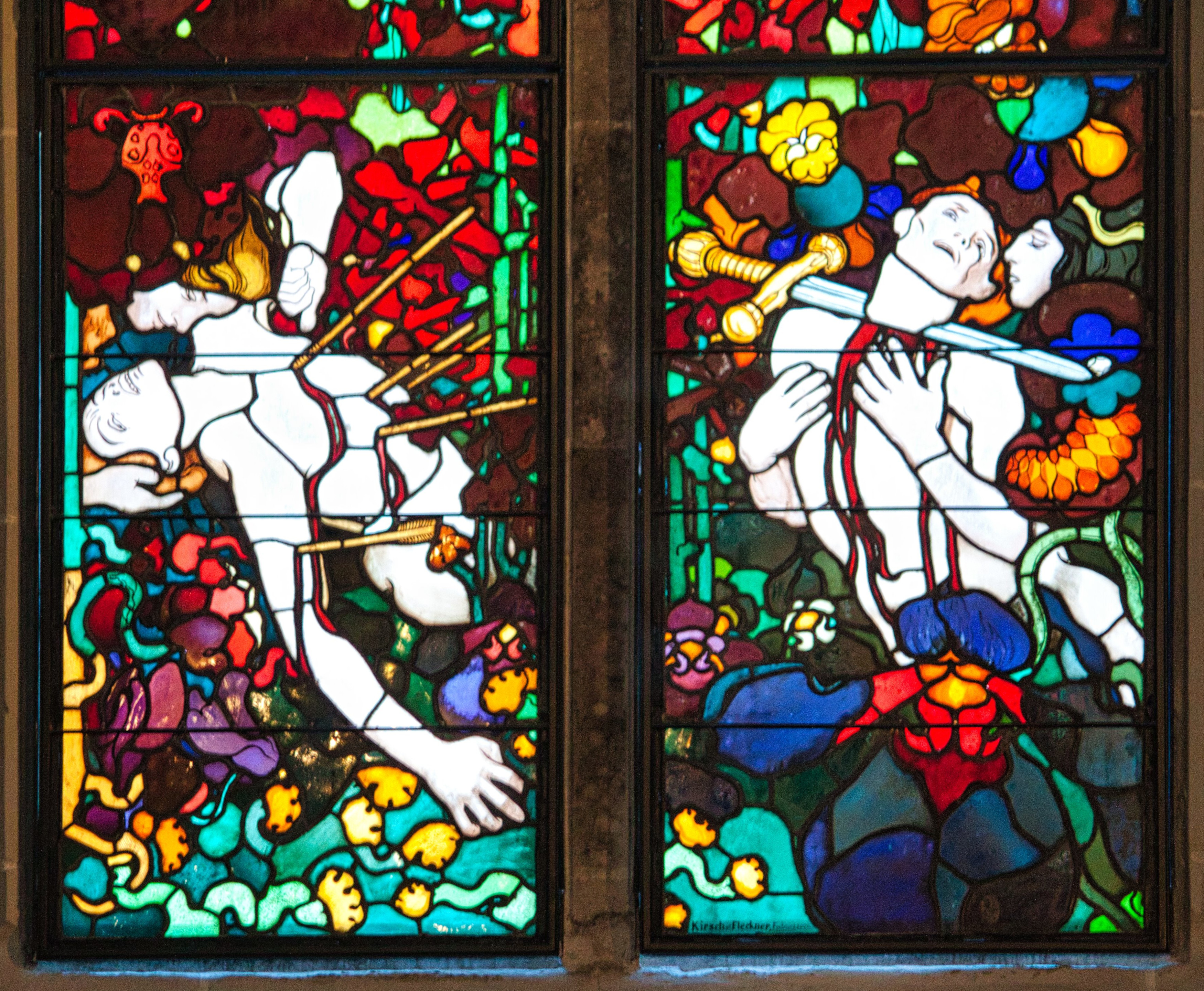
Sterbender Sebastian und Mauritius, 1898–1899, Detail
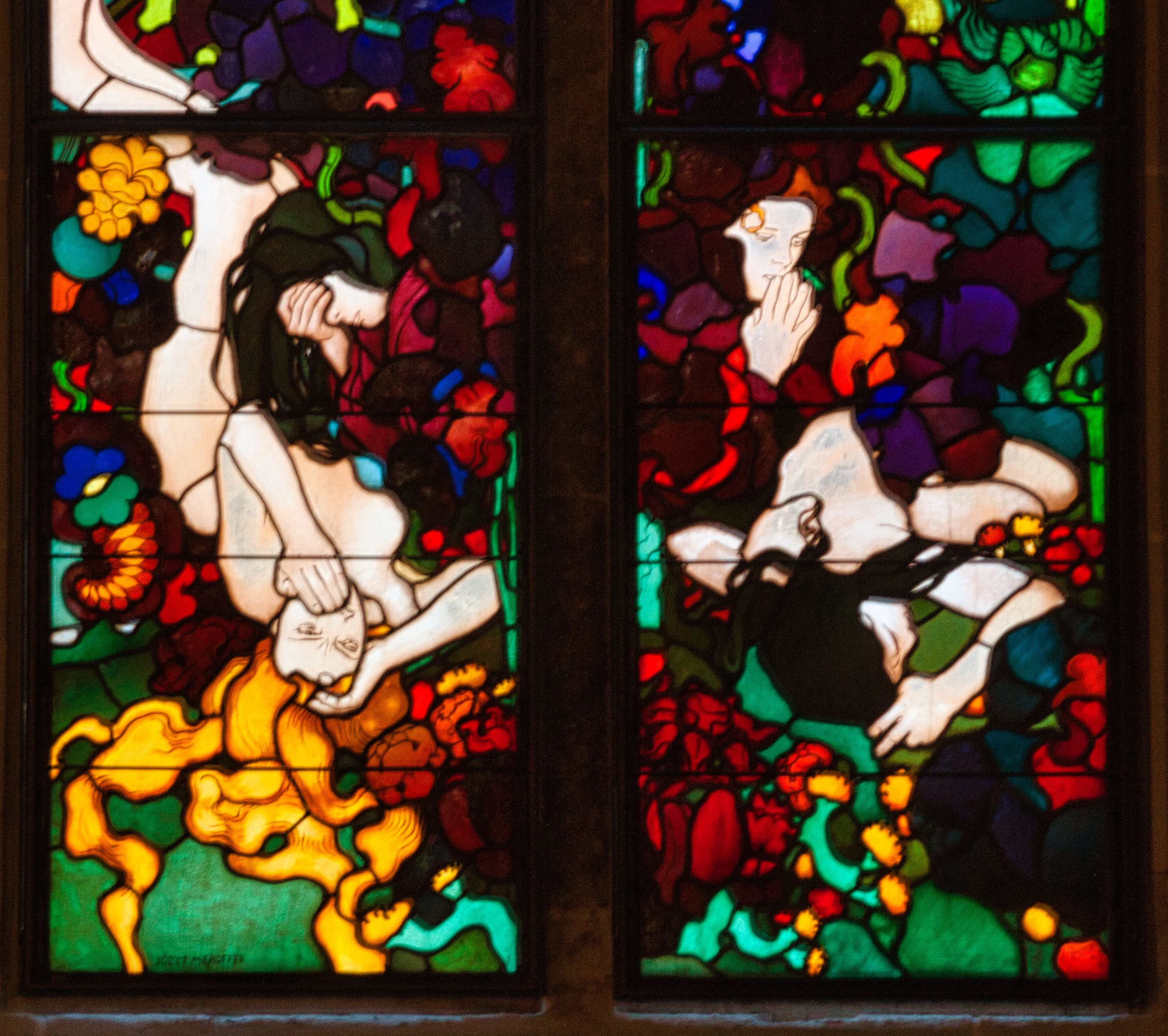
Sterbende Katharina und Barbara, 1898–1899, Detail
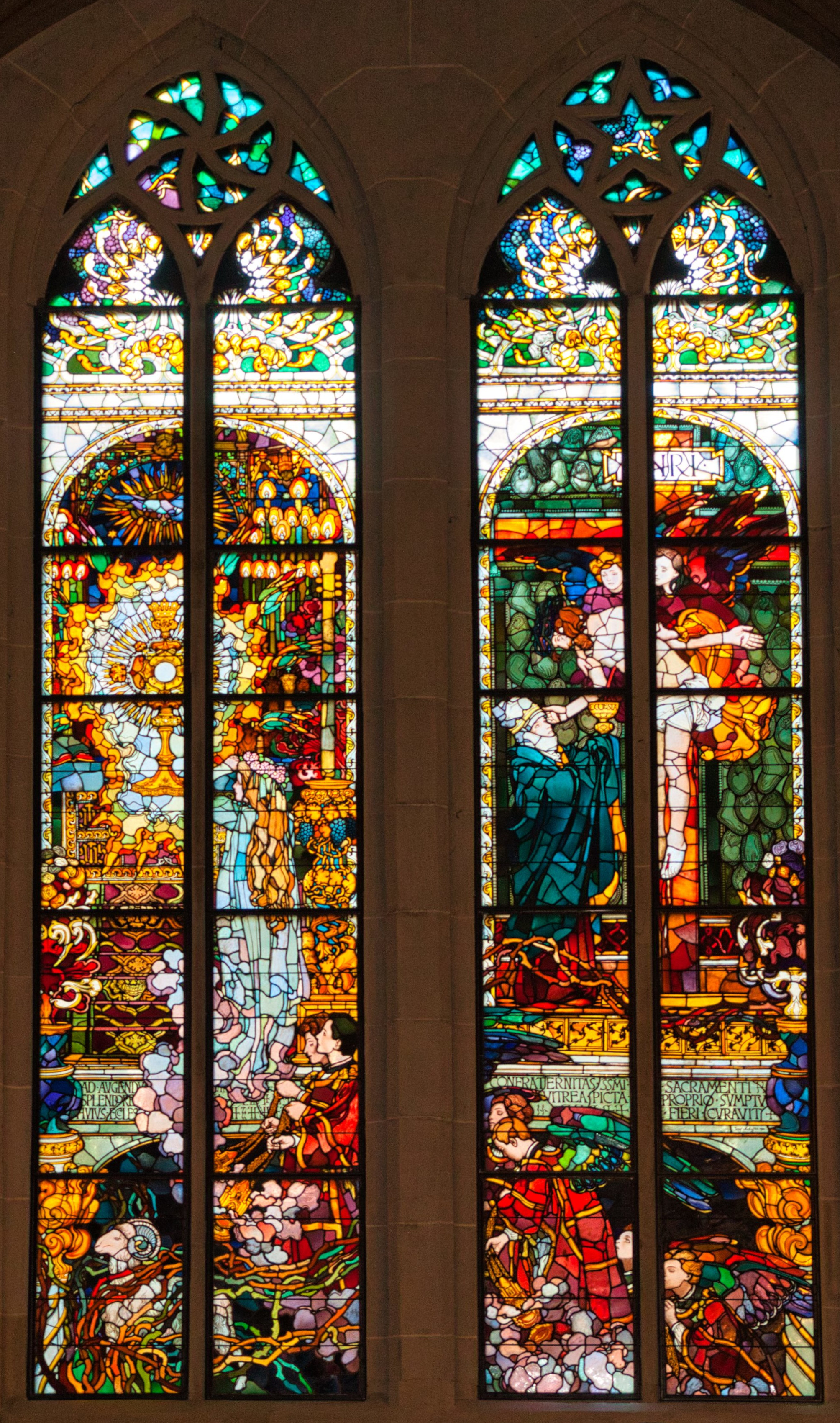
Eucharistie und Kreuzabnahme, ganzes Doppelfenster, 1898–1900

### Verbreitung in anderen Ländern
Es gibt kaum ein westliches Land, das nicht vom Jugendstil beeinflusst wurde. Erwähnenswert sind unter anderem:
Italien

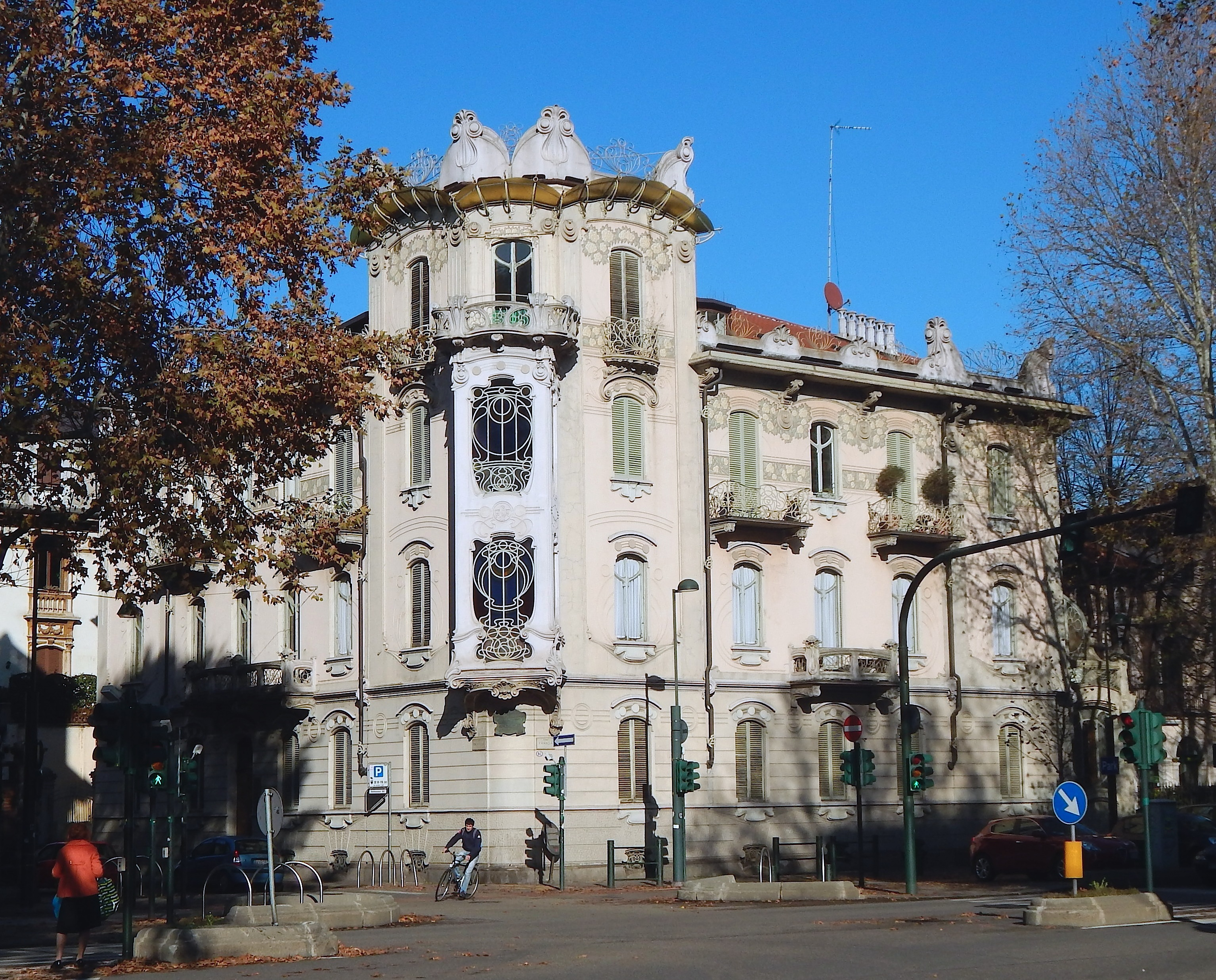
Haus La Fleur des Architekten Pietro Fenoglio, erbaut 1902 in Turin, Italien

Die Italiener nannten den Stil Liberty nach einer englischen Firma, Liberty Ltd., die im kommerziellen Bereich aktiv war. Der italienische Jugendstil war vor allem in Mailand, Turin und im übrigen Norditalien zu Hause. Auch der stilo coppedè (vorwiegend in Rom) gehört zu dieser Art des Jugendstils. Großen Einfluss hatte die Jugendstilausstellung mit Klimt und Mucha im Zentrum bei der venezianischen Biennale im Jahr 1910 und in Rom die Große Internationale Ausstellung 1911 zum 50-jährigen Bestehen des geeinten Italien. Maler wie Felice Casorati erlagen zeitweilig dem Vorbild der Wiener Secession. Als bedeutendster, wenn auch außerhalb Italiens wenig bekannter Bildhauer gilt Adolfo Wildt.
Lettland

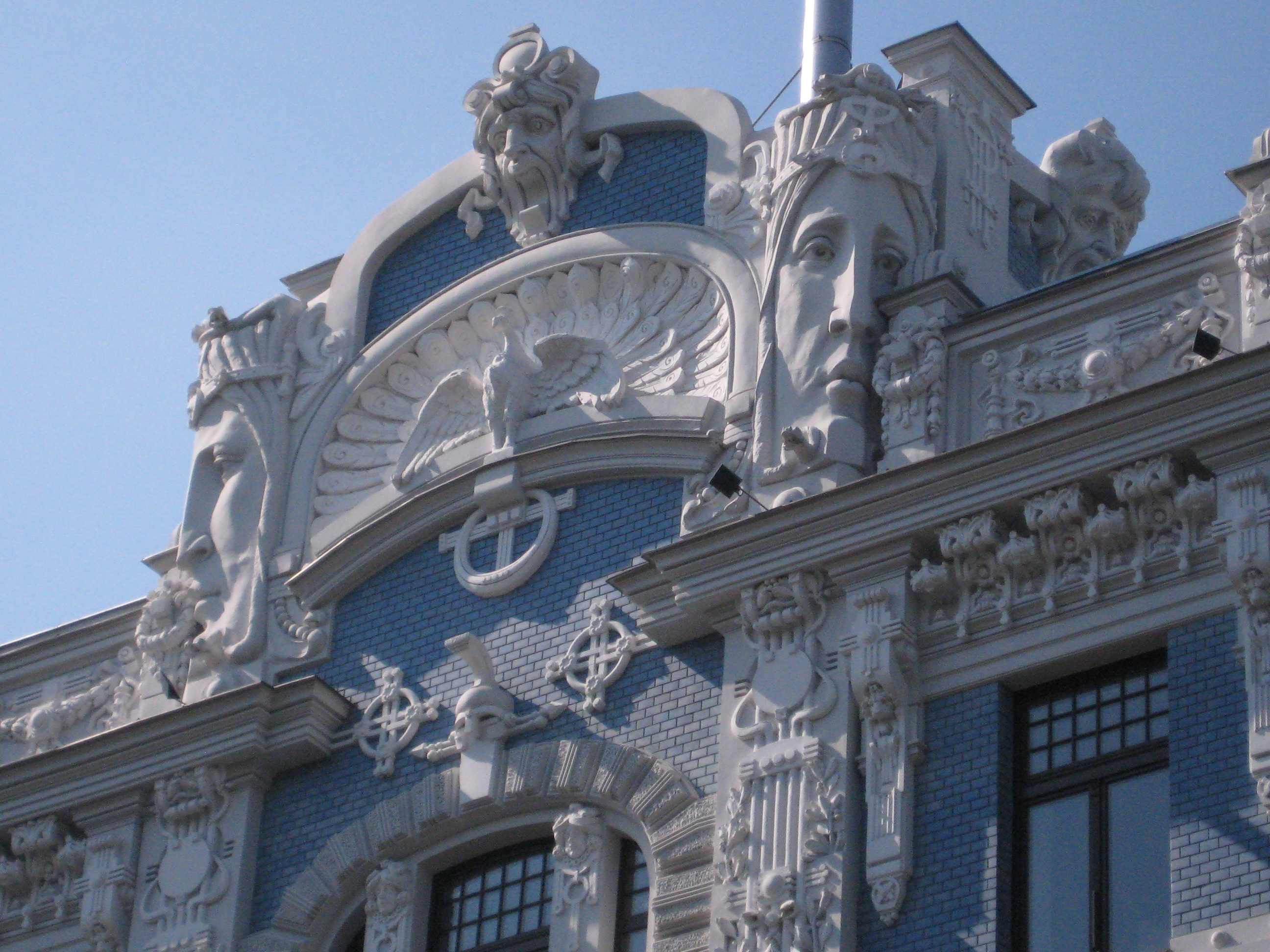
Elisabethstraße (Elizabetes iela) in Riga, Lettland

Unter dem Einfluss deutscher Architekten ist in der Stadt Riga in Lettland der Jugendstil zu einer der noch heute das Stadtbild wesentlich prägenden Architekturrichtungen geworden. Riga gehört zu den glänzendsten Perlen des Jugendstils und wurde 1997 als „hochwertigste Konzentration an Jugendstilgebäuden“ auf die UNESCO-Liste des Weltkulturerbes gesetzt. Als erstes klassisches Gebäude des Jugendstils Rigas wird das Gebäude in der Audeju iela 7 bezeichnet. Der Bau wurde von den Architekten Alfred Aschenkampff und Max Scherwinsky entworfen und im Jahr 1899 errichtet.
Skandinavien/Finnland
Vor allem in Finnland und Skandinavien ist die Nationalromantik dem Jugendstil verwandt; sie nahm aber gleichzeitig Elemente des erwachenden Nationalbewusstseins auf. In Dänemark ist überdies der Skønvirkestil zu nennen, eine Mischung aus Jugendstil, Heimatstil und Nationalromantik.
Spanien
In Spanien entwickelte sich zunächst der arte noven, aus dem in Katalonien der stark verspielte Modernisme unter anderem von Antoni Gaudí, Lluís Domènech i Montaner und Josep Puig i Cadafalch hervorging. Herausragender Ort mit erhaltener Architektur dieser Zeit ist Barcelona.
USA

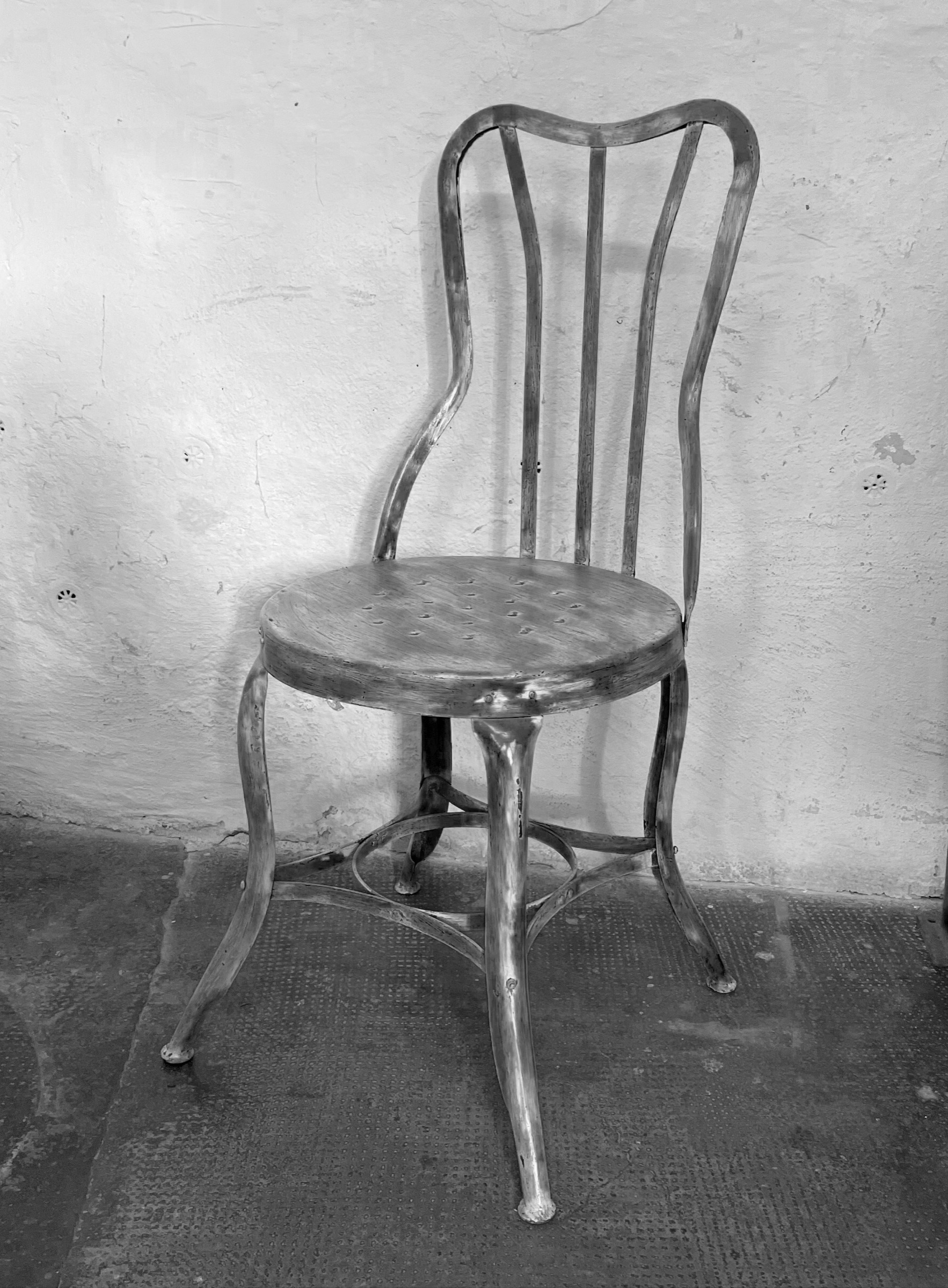
Metallstuhl Soda Fountain aus dem Jahr 1910 von Toledo Uhl, Ohio, USA

In den USA wurde Louis Comfort Tiffany, der durch seine einzigartige, patentierte Glastechnik berühmt wurde und der auch die europäische Entwicklung stark beeinflusste, bereits erwähnt. Auch der Architekt Frank Lloyd Wright ist zu nennen, dessen frühe Arbeiten stark vom japanischen Einfluss geprägt sind. Der Grafiker und Schriftkünstler William H. Bradley ließ sich stark von William Morris, Aubrey Beardsley und anderen englischen Künstlern beeinflussen und trug so den europäischen Einfluss zurück nach Amerika. Zu beachten sind auch die Gebrüder Uhl aus Toledo/Ohio, die mit ihren Entwürfen für die Toledo Metal Furniture Co. neue Maßstäbe in der Metallmöbel-Herstellung setzten.

### Ende des Jugendstils
Ein klares Ende des Jugendstils lässt sich nicht bestimmen, es wird im Allgemeinen aber noch vor Beginn des Ersten Weltkrieges angesetzt, allerdings ist durch die Kontinuität der Künstlerpersönlichkeiten (bspw. René Lalique oder Josef Hoffmann) oft ein sehr fließender Übergang in den Art déco bemerkbar.
Das Einsetzen des allmählichen Endes des Jugendstils in Deutschland kann man auf die III. Deutsche Kunstgewerbeausstellung 1906 in Dresden datieren. In deren unmittelbarer Folge wurde 1907 der Deutsche Werkbund gegründet. Er erhob Sachlichkeit, Schlichtheit und Gediegenheit zu neuen Leitbildern. Den Vorsitz führte Hermann Muthesius; bekannte Künstler des Jugendstils wie van de Velde, Behrens, Niemeyer, Endell und Obrist waren bei der Gründung beteiligt oder stießen später dazu.
Für die Zeit zwischen 1906 und 1914 wird in der kunstgeschichtlichen Literatur u. a. die Stilbezeichnung „Reformarchitektur“ bzw. „Reformstil“ verwendet (im Kontext der allgemeinen Lebensreform). Mitunter wird diese Periode auch als „Halbzeit der Moderne“ (nach der gleichnamigen Ausstellung 1991 in Münster) oder „Prämoderne“ bezeichnet (nicht zu verwechseln mit dem geschichtswissenschaftlichen Begriff Vormoderne).
Um 1905 liegen in Deutschland mit der Gründung der Künstlervereinigung Brücke die Anfänge des Expressionismus, der in vereinfachender geschichtlicher Darstellung als Ablösung des Jugendstils präsentiert wird. Bereits um 1900 deutete jedoch eine intensivere Farbgebung im Jugendstil bereits eine Vorform des Expressionismus an. Der Jugendstil hält sich etwa bei Interieurmalerei, Möbeln, anderen Gebrauchsgegenständen und kunstgewerblichen Produkten noch bis in die mittleren 1920er Jahre, indem er die Formensprache beibehält, aber in der Farbgebung auf den Expressionismus der Malerei reagiert.
An den Bleiglasfenstern von Józef Mehoffer in der Kathedrale St. Nikolaus in Freiburg, Schweiz, lässt sich der zunehmende und abnehmende Einfluss des Jugendstils gut nachvollziehen. Die Fenster entstanden zwischen 1895 und 1936. Sie dokumentieren sowohl die Entwicklung von Mehoffers Gesamtwerk als auch die Entwicklung der Kunstrichtungen in Europa bis zum Zweiten Weltkrieg.

## Museen
Folgende Museen präsentieren Werke aus der Zeit des Jugendstils:
- Das Berliner Bröhan-Museum zeigt Möbel, Porzellan, Glas, Keramik und Metallarbeiten aus der Epoche des Jugendstils und des Art déco.
- Das Brüsseler Musée Horta zeigt das Haus des Jugendstilarchitekten Victor Horta. Architektur und Innenausstattung sind dem Besucher großenteils frei zugänglich und bilden eine stilistische Einheit.
- Das Museum für Kunst und Gewerbe Hamburg hat eine Jugendstil-Abteilung, die auf den Museumsgründer Justus Brinckmann zurückgeht, der vor allem die Pariser Weltausstellung 1900 dazu nutzte, eine große Sammlung zeitgenössischer angewandter Kunst anzulegen. Im Mittelpunkt seiner Erwerbungen standen Möbel und Zimmereinrichtungen, Wandteppiche, Textilien, Lampen, Zierobjekte aus Glas, Metall, Keramik, sowie Skulpturen, Bücher und Schmuck. Brinckmann vereinigte sie zu einem „Gesamtkunstwerk“, dem Pariser Zimmer. Spätere Generationen haben diesem Bestand zahllose weitere Objekte hinzugefügt, darunter Möbelensemble der Wiener Werkstätte und der Darmstädter Künstlerkolonie. Alle Objekte sind in der Dauerausstellung zu sehen.
- Das Dreiländermuseum in Lörrach zeigt Kunstkeramiken Max Laeugers aus der Epoche des Jugendstils.
- Das Musée d’Orsay und der Petit Palais in Paris zeigen in mehreren Sälen Möbel, Haushaltsgegenstände, Schmuck und Ornamente des Art nouveau aus Belgien und aus den französischen Zentren Nancy und Paris.
- Im Schleswiger Schloss Gottorf, welches zwei Landesmuseen beherbergt, befindet sich eine eigene Abteilung des Jugendstils. Mehrere Räume sind mit Möbeln und anderen Kunstwerken dieser Epoche ausgestattet, der Besucher wandelt sogar über originale Teppiche.
- Das MAK, Museum für angewandte Kunst Wien zeigt Kunsthandwerk aus der Epoche des Jugendstils und des Art déco.
- Musée de l’école de Nancy (Nancy)
- Im Musée historique der elsässischen Kleinstadt Hagenau befindet sich eine Abteilung für Glaswaren und Keramik aus der Epoche des Jugendstils und des Art déco, die auf die Tätigkeit des Sammlerehepaars Henninger zurückgeht.
- Das Museum Wiesbaden zeigt seit Ende Juni 2019 eine bedeutende Sammlung von etwa 500 Gemälden, Möbeln und Skulpturen, die von Ferdinand Neess über Jahrzehnte zusammengetragen und dem Museum gestiftet wurde.[22]

## Gedenktag
Seit 2013 wird am 10. Juni der Weltjugendstiltag gefeiert.